# IV liga polska w piłce nożnej (2022/2023)
IV liga 2022/2023 – 15. edycja rozgrywek piątego poziomu ligowego piłki nożnej mężczyzn w Polsce po reorganizacji lig w 2008. Startowały w nich drużyny grające w 18 grupach systemem kołowym.

## Zasady spadki i awansów
IV liga jest szczeblem regionalnym, pośrednim między rozgrywkami grupowymi (III ligi) i okręgowymi (klasy okręgowej/V ligi).
Mistrzowie grup uzyskali awans do III ligi, z wyjątkiem mistrzów grup dolnośląskich i śląskich, którzy rozegrali dwumecz barażowy o awans do III ligi. Spadło z kolei od 4 do 8 drużyn do odpowiedniej grupy klasy okręgowej (w woj. małopolskim, wielkopolskim i mazowieckim do V ligi), przy czym liczba ta mogła zwiększyć się zależnie od liczby drużyn spadających z lig wyższych.

## Grupa I (dolnośląska wschód)

### Drużyny
| Uczestnicy poprzedniej edycji                                                                                 | Uczestnicy poprzedniej edycji | Uczestnicy poprzedniej edycji | Uczestnicy poprzedniej edycji |
| --- | ----------------------------- | ----------------------------- | ----------------------------- |
| LDZ | Lechia Dzierżoniów            | 1                             |                               |
| SŁW | Słowianin Wolibórz            | 2                             |                               |
| PŚW | Polonia-Stal Świdnica         | 3                             |                               |
| PTR | Polonia Trzebnica             | 4                             |                               |
| OZŚ | Orzeł Ząbkowice Śląskie       | 5                             |                               |
| BIE | Bielawianka Bielawa           | 6                             |                               |
| BRS | Barycz Sułów                  | 7                             |                               |
| MAR | Sokół Marcinkowice            | 8                             |                               |
| MJO | Moto Jelcz Oława              | 9                             |                               |
| PNR | Piast Nowa Ruda               | 11                            |                               |
| Spadek z III ligi 2021/2022                                                                                   |                               |                               |                               |
| grupa III |                               |                               |                               |
| ŻMI | Piast Żmigród                 | 16                            |                               |
| FHG | Foto-Higiena Gać              | 18                            |                               |
| Awans z klasy okręgowej 2021/2022                                                                             |                               |                               |                               |
| grupa Wałbrzych                                                                                               |                               |                               |                               |
| GWB | Górnik Wałbrzych              | 1                             |                               |
| SKA | Skałki Stolec                 | 2                             |                               |
| ZKZ | Zamek Kamieniec Ząbkowicki    | 32                            |                               |
| grupa Wrocław                                                                                                 |                               |                               |                               |
| GSO | Galakticos Solna              | 1                             |                               |
| Oznaczenia: - kolumna pierwsza – skróty nazw drużyn, - kolumna trzecia – miejsce zajęte w poprzednim sezonie. |                               |                               |                               |

Objaśnienia:
1. Lechia Dzierżoniów przegrała baraże o awans z Chrobrym II Głogów.
2. W związku z rezygnacją Orli Wąsosz z gry w IV lidze, awans otrzymała najlepsza drużyna z trzecich miejsc spośród klas okręgowych – Zamek Kamieniec Ząbkowicki[1].

### Tabela
| Lp. | Drużyna                        | M  | Z  | R  | P  | Bramki | Bramki | Różn. | Pkt | Uwagi                       | Bezpośrednio                |
| --- | ------------------------------ | -- | -- | -- | -- | ------ | ------ | ----- | --- | --------------------------- | --------------------------- |
| 1   | Słowianin Wolibórz (M) (B)     | 30 | 20 | 6  | 4  | 76     | 28     | +48   | 66  | Baraże o III ligę           |                             |
| 2   | Lechia Dzierżoniów             | 30 | 18 | 8  | 4  | 70     | 31     | +39   | 62  |                             |                             |
| 3   | Piast Żmigród                  | 30 | 16 | 8  | 6  | 50     | 26     | +24   | 56  |                             |                             |
| 4   | Moto Jelcz Oława1              | 29 | 16 | 7  | 6  | 50     | 26     | +24   | 55  | MJO – PŚW 2:2 PŚW – MJO 1:3 |                             |
| 5   | Polonia-Stal Świdnica          | 30 | 16 | 7  | 7  | 24     | 12     | +12   | 55  | MJO – PŚW 2:2 PŚW – MJO 1:3 |                             |
| 6   | Piast Nowa Ruda                | 30 | 15 | 5  | 10 | 37     | 35     | +2    | 50  |                             |                             |
| 7   | Barycz Sułów2                  | 30 | 14 | 7  | 9  | 59     | 33     | +26   | 49  |                             |                             |
| 8   | Galakticos Solna (S)           | 30 | 13 | 7  | 10 | 49     | 46     | +3    | 46  | Spadek do klasy okręgowej   | GSO – OZŚ 3:1 OZŚ – GSO 0:0 |
| 9   | Orzeł Ząbkowice Śląskie (S)    | 30 | 12 | 10 | 8  | 54     | 44     | +10   | 46  | Spadek do klasy okręgowej   | GSO – OZŚ 3:1 OZŚ – GSO 0:0 |
| 10  | Foto-Higiena Gać (S)           | 30 | 12 | 6  | 12 | 76     | 60     | +16   | 42  | Spadek do klasy okręgowej   |                             |
| 11  | Górnik Wałbrzych1 (S)          | 29 | 11 | 4  | 14 | 46     | 66     | −20   | 37  | Spadek do klasy okręgowej   |                             |
| 12  | Polonia Trzebnica (S)          | 30 | 7  | 8  | 15 | 46     | 59     | −13   | 29  | Spadek do klasy okręgowej   |                             |
| 13  | Bielawianka Bielawa (S)        | 30 | 7  | 7  | 16 | 45     | 62     | −17   | 28  | Spadek do klasy okręgowej   |                             |
| 14  | Sokół Marcinkowice3 (S)        | 30 | 8  | 3  | 19 | 49     | 68     | −19   | 27  | Spadek do klasy A           |                             |
| 15  | Zamek Kamieniec Ząbkowicki (S) | 30 | 3  | 3  | 24 | 30     | 90     | −60   | 12  | Spadek do klasy okręgowej   |                             |
| 16  | Skałki Stolec (S)              | 30 | 1  | 4  | 25 | 31     | 111    | −80   | 7   | Spadek do klasy okręgowej   |                             |

## Grupa II (dolnośląska zachód)

### Drużyny
| Uczestnicy poprzedniej edycji                                                                                 | Uczestnicy poprzedniej edycji | Uczestnicy poprzedniej edycji | Uczestnicy poprzedniej edycji |
| --- | ----------------------------- | ----------------------------- | ----------------------------- |
| grupa dolnośląska (zachód)                                                                                    |                               |                               |                               |
| JĘD | Apis Jędrzychowice            | 2                             |                               |
| MEW | Mewa Kunice                   | 3                             |                               |
| LUB | Łużyce Lubań                  | 4                             |                               |
| GRR | Granit Roztoka                | 5                             |                               |
| GZŁ | Górnik Złotoryja              | 6                             |                               |
| JJA | Jaworzanka 1946 Jawor         | 7                             |                               |
| PRO | Prochowiczanka Prochowice     | 8                             |                               |
| GRE | Sparta Grębocice              | 10                            |                               |
| ŚCI | Odra Ścinawa                  | 11                            |                               |
| grupa dolnośląska (wschód)                                                                                    |                               |                               |                               |
| STR | AKS Strzegom                  | 10                            |                               |
| Spadek z III ligi 2021/2022                                                                                   |                               |                               |                               |
| grupa III |                               |                               |                               |
| JEL | Karkonosze Jelenia Góra       | 17                            |                               |
| Awans z klasy okręgowej 2021/2022                                                                             |                               |                               |                               |
| grupa Jelenia Góra                                                                                            |                               |                               |                               |
| BBO | BKS Bobrzanie Bolesławiec     | 1                             |                               |
| GGR | Gryf Gryfów Śląski            | 2                             |                               |
| grupa Legnica                                                                                                 |                               |                               |                               |
| KOC | Iskra Kochlice                | 1                             |                               |
| SJE | Sokół Jerzmanowa              | 31                            |                               |
| grupa Wrocław                                                                                                 |                               |                               |                               |
| PŚŚ | Polonia Środa Śląska          | 2                             |                               |
| Oznaczenia: - kolumna pierwsza – skróty nazw drużyn, - kolumna trzecia – miejsce zajęte w poprzednim sezonie. |                               |                               |                               |

Objaśnienia:
1. Ze względu na wycofanie się Sparty Rudny przed rozpoczęciem sezonu, w IV lidze wystąpi Sokół Jerzmanowa[5].

### Tabela
| Lp. | Drużyna                         | M  | Z  | R | P  | Bramki | Bramki | Różn. | Pkt | Uwagi                     | Bezpośrednio |
| --- | ------------------------------- | -- | -- | - | -- | ------ | ------ | ----- | --- | ------------------------- | ------------ |
| 1   | Karkonosze Jelenia Góra (M) (B) | 30 | 24 | 4 | 2  | 130    | 23     | +107  | 76  | Baraże o III ligę         |              |
| 2   | Polonia Środa Śląska            | 30 | 21 | 5 | 4  | 114    | 34     | +80   | 68  |                           |              |
| 3   | Prochowiczanka Prochowice       | 30 | 18 | 6 | 6  | 81     | 38     | +43   | 60  |                           |              |
| 4   | Łużyce Lubań                    | 30 | 17 | 7 | 6  | 76     | 45     | +31   | 58  |                           |              |
| 5   | Górnik Złotoryja                | 30 | 17 | 6 | 7  | 63     | 36     | +27   | 57  |                           |              |
| 6   | Apis Jędrzychowice1             | 30 | 16 | 5 | 9  | 68     | 60     | +8    | 53  | Drużyna wycofana          |              |
| 7   | BKS Bobrzanie Bolesławiec       | 30 | 17 | 1 | 12 | 54     | 49     | +5    | 52  |                           |              |
| 8   | Odra Ścinawa (S)                | 30 | 15 | 5 | 10 | 92     | 62     | +30   | 50  | Spadek do klasy okręgowej |              |
| 9   | Granit Roztoka (S)              | 30 | 13 | 4 | 13 | 65     | 63     | +2    | 43  | Spadek do klasy okręgowej |              |
| 10  | AKS Strzegom (S)                | 30 | 13 | 2 | 15 | 65     | 66     | −1    | 41  | Spadek do klasy okręgowej |              |
| 11  | Iskra Kochlice (S)              | 30 | 12 | 4 | 14 | 63     | 70     | −7    | 40  | Spadek do klasy okręgowej |              |
| 12  | Mewa Kunice1                    | 30 | 10 | 5 | 15 | 63     | 77     | −14   | 35  | Drużyna wycofana          |              |
| 13  | Sokół Jerzmanowa (S)            | 30 | 6  | 2 | 22 | 49     | 132    | −83   | 20  | Spadek do klasy okręgowej |              |
| 14  | Gryf Gryfów Śląski (S)          | 30 | 3  | 5 | 22 | 30     | 103    | −73   | 14  | Spadek do klasy okręgowej |              |
| 15  | Jaworzanka 1946 Jawor2 (S)      | 30 | 2  | 5 | 23 | 25     | 97     | −72   | 11  | Spadek do klasy A         |              |
| 16  | Sparta Grębocice (S)            | 30 | 1  | 4 | 25 | 30     | 113    | −83   | 7   | Spadek do klasy okręgowej |              |

## Grupa III (kujawsko-pomorska)

### Drużyny
| Uczestnicy poprzedniej edycji                                                                                 | Uczestnicy poprzedniej edycji | Uczestnicy poprzedniej edycji | Uczestnicy poprzedniej edycji |
| --- | ----------------------------- | ----------------------------- | ----------------------------- |
| WŁK | Włocłavia Włocławek           | 21                            |                               |
| CHE | Chemik Bydgoszcz              | 3                             |                               |
| WDA | Wda Świecie                   | 4                             |                               |
| PGM | Pogoń Mogilno                 | 5                             |                               |
| SLO | Sportis Łochowo               | 63                            |                               |
| SPB | Sparta Brodnica               | 7                             |                               |
| NPA | Notecianka Pakość             | 8                             |                               |
| STP | Start Pruszcz                 | 9                             |                               |
| RYP | Lech Rypin                    | 10                            |                               |
| PTO | Pomorzanin Toruń              | 11                            |                               |
| IKU | Kujawianka Izbica Kujawska    | 12                            |                               |
| CUI | Cuiavia Inowrocław            | 13                            |                               |
| CHC | Chełminianka Chełmno          | 14                            |                               |
| LID | Lider Włocławek               | 15                            |                               |
| Awans z klasy okręgowej 2021/2022                                                                             |                               |                               |                               |
| grupa kujawsko-pomorska I                                                                                     |                               |                               |                               |
| ELA | Elana Toruń                   | 12                            |                               |
| PSE | Pomorzanin Serock             | 2                             |                               |
| grupa kujawsko-pomorska II                                                                                    |                               |                               |                               |
| TŁU | Tłuchovia Tłuchowo            | 1                             |                               |
| NŁA | Noteć Łabiszyn                | 1                             |                               |
| Oznaczenia: - kolumna pierwsza – skróty nazw drużyn, - kolumna trzecia – miejsce zajęte w poprzednim sezonie. |                               |                               |                               |

Objaśnienia:
1. Ze względu na tyle samo punktów i remisowy bilans meczów bezpośrednich, rozegrano dodatkowy mecz pomiędzy pierwszą i drugą drużyną o mistrzostwo w grupie kujawsko-pomorskiej i awans do III ligi. W nim Włocłavia Włocławek uległa Unii Solec Kujawski[8].
2. Po wycofaniu się pierwszej drużyny z III ligi, Elana II Toruń stała się pierwszą drużyną[9].
3. Sportis Łochowo wycofał się po rundzie jesiennej.

### Tabela
| Lp. | Drużyna                    | M  | Z  | R  | P  | Bramki | Bramki | Różn. | Pkt | Uwagi                       | Bezpośrednio |
| --- | -------------------------- | -- | -- | -- | -- | ------ | ------ | ----- | --- | --------------------------- | ------------ |
| 1   | Elana Toruń (M) (A)        | 34 | 24 | 8  | 2  | 78     | 11     | +67   | 80  | Awans do III ligi           |              |
| 2   | Włocłavia Włocławek2       | 34 | 23 | 4  | 7  | 99     | 40     | +59   | 73  | Drużyna wycofana            |              |
| 3   | Chemik Bydgoszcz           | 34 | 22 | 5  | 7  | 87     | 33     | +54   | 71  |                             |              |
| 4   | Wda Świecie                | 34 | 20 | 6  | 8  | 79     | 40     | +39   | 66  | WDA – CUI 3:0 CUI – WDA 1:1 |              |
| 5   | Cuiavia Inowrocław         | 34 | 20 | 6  | 8  | 58     | 36     | +22   | 66  | WDA – CUI 3:0 CUI – WDA 1:1 |              |
| 6   | Tłuchovia Tłuchowo         | 34 | 19 | 6  | 9  | 77     | 43     | +34   | 63  |                             |              |
| 7   | Kujawianka Izbica Kujawska | 34 | 18 | 4  | 12 | 74     | 73     | +1    | 58  |                             |              |
| 8   | Pogoń Mogilno              | 34 | 15 | 9  | 10 | 61     | 36     | +25   | 54  |                             |              |
| 9   | Sparta Brodnica            | 34 | 15 | 6  | 13 | 74     | 61     | +13   | 51  |                             |              |
| 10  | Start Pruszcz              | 34 | 12 | 8  | 14 | 59     | 71     | −12   | 44  |                             |              |
| 11  | Pomorzanin Serock          | 34 | 10 | 13 | 11 | 44     | 45     | −1    | 43  |                             |              |
| 12  | Pomorzanin Toruń           | 34 | 11 | 6  | 17 | 42     | 61     | −19   | 39  |                             |              |
| 13  | Lech Rypin                 | 34 | 11 | 4  | 19 | 42     | 61     | −19   | 37  |                             |              |
| 14  | Noteć Łabiszyn             | 34 | 8  | 9  | 17 | 45     | 80     | −35   | 33  |                             |              |
| 15  | Chełminianka Chełmno       | 34 | 6  | 3  | 25 | 39     | 104    | −65   | 21  |                             |              |
| 16  | Lider Włocławek2           | 34 | 5  | 4  | 25 | 52     | 112    | −60   | 19  |                             |              |
| 17  | Notecianka Pakość (S)      | 34 | 4  | 4  | 26 | 37     | 95     | −58   | 16  | Spadek do klasy okręgowej   |              |
| 18  | Sportis Łochowo1           | 34 | 10 | 1  | 23 | 44     | 87     | −43   | 31  | Drużyna wycofana            |              |

## Grupa IV (lubelska)

### Runda I (kwalifikacyjna)

#### Grupa I
| Uczestnicy poprzedniej edycji                                                                                 | Uczestnicy poprzedniej edycji | Uczestnicy poprzedniej edycji | Uczestnicy poprzedniej edycji |
| --- | ----------------------------- | ----------------------------- | ----------------------------- |
| ŚWI | Świdniczanka Świdnik          | 3                             |                               |
| MO2 | Motor II Lublin               | 5                             |                               |
| HMI | Huragan Międzyrzec Podlaski   | 6                             |                               |
| ŁĘ2 | Górnik II Łęczna              | 8                             |                               |
| OLU | Opolanin Opole Lubelskie      | 11                            |                               |
| KOŃ | Powiślak Końskowola           | 12                            |                               |
| ORŁ | Orlęta Łuków                  | 13                            |                               |
| LLU | Lewart Lubartów               | 15                            |                               |
| Awans z klasy okręgowej 2021/2022                                                                             |                               |                               |                               |
| grupa Chełm                                                                                                   |                               |                               |                               |
| BHA | Bug Hanna                     | 1                             |                               |
| grupa Lublin                                                                                                  |                               |                               |                               |
| STA | Stal Poniatowa                | 1                             |                               |
| Oznaczenia: - kolumna pierwsza – skróty nazw drużyn, - kolumna trzecia – miejsce zajęte w poprzednim sezonie. |                               |                               |                               |

| Lp. | Drużyna                     | M  | Z  | R | P  | Bramki | Bramki | Różn. | Pkt | Uwagi                               |
| --- | --------------------------- | -- | -- | - | -- | ------ | ------ | ----- | --- | ----------------------------------- |
| 1   | Świdniczanka Świdnik        | 18 | 15 | 1 | 2  | 70     | 8      | +62   | 46  | Kwalifikacja do grupy mistrzowskiej |
| 2   | Stal Poniatowa              | 18 | 11 | 3 | 4  | 40     | 16     | +24   | 36  | Kwalifikacja do grupy mistrzowskiej |
| 3   | Lewart Lubartów             | 18 | 10 | 5 | 3  | 37     | 21     | +16   | 35  | Kwalifikacja do grupy mistrzowskiej |
| 4   | Huragan Międzyrzec Podlaski | 18 | 10 | 4 | 4  | 40     | 18     | +22   | 34  | Kwalifikacja do grupy mistrzowskiej |
| 5   | Motor II Lublin             | 18 | 10 | 2 | 6  | 45     | 35     | +10   | 32  | Kwalifikacja do grupy mistrzowskiej |
| 6   | Powiślak Końskowola         | 18 | 7  | 4 | 7  | 34     | 33     | +1    | 25  | Kwalifikacja do grupy spadkowej     |
| 7   | Górnik II Łęczna            | 18 | 6  | 1 | 11 | 28     | 26     | +2    | 19  | Kwalifikacja do grupy spadkowej     |
| 8   | Opolanin Opole Lubelskie    | 18 | 5  | 0 | 13 | 23     | 50     | −27   | 15  | Kwalifikacja do grupy spadkowej     |
| 9   | Orlęta Łuków                | 18 | 2  | 3 | 13 | 22     | 57     | −35   | 9   | Kwalifikacja do grupy spadkowej     |
| 10  | Bug Hanna                   | 18 | 2  | 1 | 15 | 11     | 86     | −75   | 7   | Kwalifikacja do grupy spadkowej     |

#### Grupa II
| Uczestnicy poprzedniej edycji                                                                                 | Uczestnicy poprzedniej edycji | Uczestnicy poprzedniej edycji | Uczestnicy poprzedniej edycji |
| --- | ----------------------------- | ----------------------------- | ----------------------------- |
| KRA | Stal Kraśnik                  | 2                             |                               |
| SKR | Start Krasnystaw              | 4                             |                               |
| WER | Kryształ Werbkowice           | 7                             |                               |
| GBY | Granit Bychawa                | 9                             |                               |
| GRO | Grom Różaniec                 | 10                            |                               |
| PIO | POM Iskra Piotrowice          | 14                            |                               |
| GRY | Gryf Gmina Zamość             | 16                            |                               |
| REF | Sparta Rejowiec Fabryczny     | 171                           |                               |
| Spadek z III ligi 2021/2022                                                                                   |                               |                               |                               |
| grupa IV |                               |                               |                               |
| TTL | Tomasovia Tomaszów Lubelski   | 17                            |                               |
| Awans z klasy okręgowej 2021/2022                                                                             |                               |                               |                               |
| grupa Zamość                                                                                                  |                               |                               |                               |
| BOB | Błękitni Obsza                | 1                             |                               |
| Oznaczenia: - kolumna pierwsza – skróty nazw drużyn, - kolumna trzecia – miejsce zajęte w poprzednim sezonie. |                               |                               |                               |

Objaśnienia:
1. Z awansu do IV ligi zrezygnował mistrz grupy bialskiej klasy okręgowej (Grom Kąkolewnica) oraz pozostałe drużyny uprawnione do awansu (ŁKS Łazy i LZS Dobryń), w związku z czym w IV lidze utrzymała się Sparta Rejowiec Fabryczny[11].

| Lp. | Drużyna                     | M  | Z  | R | P  | Bramki | Bramki | Różn. | Pkt | Uwagi                               |
| --- | --------------------------- | -- | -- | - | -- | ------ | ------ | ----- | --- | ----------------------------------- |
| 1   | Tomasovia Tomaszów Lubelski | 18 | 14 | 1 | 3  | 58     | 14     | +44   | 43  | Kwalifikacja do grupy mistrzowskiej |
| 2   | Start Krasnystaw            | 18 | 13 | 3 | 2  | 40     | 15     | +25   | 42  | Kwalifikacja do grupy mistrzowskiej |
| 3   | Stal Kraśnik                | 18 | 11 | 3 | 4  | 46     | 18     | +28   | 36  | Kwalifikacja do grupy mistrzowskiej |
| 4   | Gryf Gmina Zamość           | 18 | 9  | 5 | 4  | 38     | 24     | +14   | 32  | Kwalifikacja do grupy mistrzowskiej |
| 5   | Granit Bychawa              | 18 | 8  | 4 | 6  | 18     | 17     | +1    | 28  | Kwalifikacja do grupy mistrzowskiej |
| 6   | Sparta Rejowiec Fabryczny   | 18 | 5  | 3 | 10 | 22     | 36     | −14   | 18  | Kwalifikacja do grupy spadkowej     |
| 7   | Grom Różaniec               | 18 | 5  | 3 | 10 | 23     | 40     | −17   | 18  | Kwalifikacja do grupy spadkowej     |
| 8   | POM Iskra Piotrowice        | 18 | 4  | 2 | 12 | 24     | 40     | −16   | 14  | Kwalifikacja do grupy spadkowej     |
| 9   | Kryształ Werbkowice         | 18 | 3  | 4 | 11 | 19     | 44     | −25   | 13  | Kwalifikacja do grupy spadkowej     |
| 10  | Błękitni Obsza              | 18 | 2  | 4 | 12 | 13     | 53     | −40   | 10  | Kwalifikacja do grupy spadkowej     |

### Runda II (finałowa)
| Lp.               | Drużyna                        | M  | Z  | R | P  | Bramki | Bramki | Różn. | Pkt | Uwagi                     | Bezpośrednio |
| ----------------- | ------------------------------ | -- | -- | - | -- | ------ | ------ | ----- | --- | ------------------------- | ------------ |
| Grupa mistrzowska |                                |    |    |   |    |        |        |       |     |                           |              |
| 1                 | Świdniczanka Świdnik (M) (A)   | 28 | 23 | 2 | 3  | 106    | 16     | +90   | 71  | Awans do III ligi         |              |
| 2                 | Tomasovia Tomaszów Lubelski    | 28 | 20 | 2 | 6  | 75     | 22     | +53   | 62  |                           |              |
| 3                 | Start Krasnystaw               | 28 | 15 | 8 | 5  | 57     | 33     | +24   | 53  |                           |              |
| 4                 | Stal Kraśnik                   | 28 | 15 | 6 | 7  | 66     | 34     | +32   | 51  |                           |              |
| 5                 | Stal Poniatowa                 | 28 | 15 | 5 | 8  | 65     | 29     | +36   | 50  |                           |              |
| 6                 | Motor II Lublin                | 28 | 15 | 4 | 9  | 65     | 53     | +12   | 49  |                           |              |
| 7                 | Lewart Lubartów                | 28 | 13 | 9 | 6  | 55     | 41     | +14   | 48  |                           |              |
| 8                 | Huragan Międzyrzec Podlaski    | 28 | 14 | 5 | 9  | 49     | 36     | +13   | 47  |                           |              |
| 9                 | Gryf Gmina Zamość              | 28 | 11 | 6 | 11 | 48     | 49     | −1    | 39  |                           |              |
| 10                | Granit Bychawa                 | 28 | 10 | 4 | 14 | 31     | 48     | −17   | 34  |                           |              |
| Grupa spadkowa    |                                |    |    |   |    |        |        |       |     |                           |              |
| 1                 | Powiślak Końskowola1           | 28 | 15 | 4 | 9  | 69     | 49     | +20   | 49  | Drużyna wycofana          |              |
| 2                 | Górnik II Łęczna               | 28 | 13 | 1 | 14 | 62     | 37     | +25   | 40  |                           |              |
| 3                 | Opolanin Opole Lubelskie       | 28 | 11 | 1 | 16 | 55     | 62     | −7    | 34  |                           |              |
| 4                 | Kryształ Werbkowice            | 28 | 9  | 4 | 15 | 37     | 65     | −28   | 31  |                           |              |
| 5                 | Bug Hanna1 (S)                 | 28 | 9  | 2 | 17 | 40     | 114    | −74   | 29  | Spadek do klasy okręgowej |              |
| 6                 | Sparta Rejowiec Fabryczny1 (S) | 28 | 8  | 4 | 16 | 40     | 61     | −21   | 28  | Spadek do klasy okręgowej |              |
| 7                 | POM Iskra Piotrowice (S)       | 28 | 7  | 4 | 17 | 31     | 61     | −30   | 25  | Spadek do klasy okręgowej |              |
| 8                 | Grom Różaniec (S)              | 28 | 6  | 5 | 17 | 41     | 81     | −40   | 23  | Spadek do klasy okręgowej |              |
| 9                 | Orlęta Łuków (S)               | 28 | 5  | 7 | 16 | 47     | 80     | −33   | 22  | Spadek do klasy okręgowej |              |
| 10                | Błękitni Obsza (S)             | 28 | 2  | 5 | 21 | 22     | 80     | −58   | 11  | Spadek do klasy okręgowej |              |

## Grupa V (lubuska)

### Drużyny
| Uczestnicy poprzedniej edycji                                                                                 | Uczestnicy poprzedniej edycji | Uczestnicy poprzedniej edycji | Uczestnicy poprzedniej edycji |
| --- | ----------------------------- | ----------------------------- | ----------------------------- |
| ONI | Odra Nietków                  | 2                             |                               |
| OŚN | Spójnia Ośno Lubuskie         | 3                             |                               |
| PSŁ | Polonia Słubice               | 4                             |                               |
| PRŻ | Promień Żary                  | 5                             |                               |
| DPR | Dąb Przybyszów                | 6                             |                               |
| KUR | Meprozet Stare Kurowo         | 7                             |                               |
| CŻA | Czarni Żagań                  | 8                             |                               |
| POG | Pogoń Świebodzin              | 9                             |                               |
| ZBĄ | Syrena Zbąszynek              | 10                            |                               |
| LZ2 | Lechia II Zielona Góra        | 11                            |                               |
| PIŁ | KP Piast Iłowa                | 12                            |                               |
| ILR | Ilanka Rzepin                 | 13                            |                               |
| KKO | Korona Kożuchów               | 14                            |                               |
| CKO | Celuloza Kostrzyn nad Odrą    | 15                            |                               |
| Awans z klasy okręgowej 2021/2022                                                                             |                               |                               |                               |
| grupa Gorzów Wielkopolski                                                                                     |                               |                               |                               |
| DRE | Lubuszanin Drezdenko          | 1                             |                               |
| SKW | Pogoń Skwierzyna              | 2                             |                               |
| grupa Zielona Góra                                                                                            |                               |                               |                               |
| BOD | Odra Bytom Odrzański          | 1                             |                               |
| BLU | Budowlani Lubsko              | 2                             |                               |
| Oznaczenia: - kolumna pierwsza – skróty nazw drużyn, - kolumna trzecia – miejsce zajęte w poprzednim sezonie. |                               |                               |                               |

### Tabela
| Lp. | Drużyna                        | M  | Z  | R  | P  | Bramki | Bramki | Różn. | Pkt | Uwagi                       | Bezpośrednio |
| --- | ------------------------------ | -- | -- | -- | -- | ------ | ------ | ----- | --- | --------------------------- | ------------ |
| 1   | Odra Bytom Odrzański (M) (A)   | 34 | 25 | 4  | 5  | 99     | 46     | +53   | 79  | Awans do III ligi           |              |
| 2   | Syrena Zbąszynek               | 34 | 22 | 4  | 8  | 99     | 53     | +46   | 70  |                             |              |
| 3   | Polonia Słubice                | 34 | 20 | 8  | 6  | 81     | 31     | +50   | 68  | PSŁ – ONI 2:0 ONI – PSŁ 1:3 |              |
| 4   | Odra Nietków                   | 34 | 21 | 5  | 8  | 79     | 42     | +37   | 68  | PSŁ – ONI 2:0 ONI – PSŁ 1:3 |              |
| 5   | Ilanka Rzepin                  | 34 | 18 | 6  | 10 | 97     | 54     | +43   | 60  |                             |              |
| 6   | Lubuszanin Drezdenko           | 34 | 16 | 7  | 11 | 80     | 47     | +33   | 55  | DRE – DPR 5:1 DPR – DRE 2:1 |              |
| 7   | Dąb Przybyszów                 | 34 | 17 | 4  | 13 | 77     | 65     | +12   | 55  | DRE – DPR 5:1 DPR – DRE 2:1 |              |
| 8   | Czarni Żagań                   | 34 | 17 | 3  | 14 | 71     | 64     | +7    | 54  |                             |              |
| 9   | Pogoń Świebodzin               | 34 | 16 | 5  | 13 | 53     | 46     | +7    | 53  |                             |              |
| 10  | Lechia II Zielona Góra         | 34 | 13 | 6  | 15 | 75     | 69     | +6    | 45  |                             |              |
| 11  | Spójnia Ośno Lubuskie          | 34 | 12 | 8  | 14 | 63     | 72     | −9    | 44  |                             |              |
| 12  | Meprozet Stare Kurowo          | 34 | 12 | 6  | 16 | 57     | 69     | −12   | 42  |                             |              |
| 13  | Pogoń Skwierzyna               | 34 | 11 | 7  | 16 | 59     | 89     | −30   | 40  |                             |              |
| 14  | Promień Żary                   | 34 | 9  | 11 | 14 | 51     | 62     | −11   | 38  |                             |              |
| 15  | Korona Kożuchów                | 34 | 10 | 7  | 17 | 49     | 75     | −26   | 37  |                             |              |
| 16  | KP Piast Iłowa (S)             | 34 | 5  | 7  | 22 | 42     | 88     | −46   | 22  | Spadek do klasy okręgowej   |              |
| 17  | Celuloza Kostrzyn nad Odrą (S) | 34 | 5  | 6  | 23 | 40     | 89     | −49   | 21  | Spadek do klasy okręgowej   |              |
| 18  | Budowlani Lubsko (S)           | 34 | 3  | 4  | 27 | 33     | 144    | −111  | 13  | Spadek do klasy okręgowej   |              |

## Grupa VI (łódzka)

### Drużyny
| Uczestnicy poprzedniej edycji     | Uczestnicy poprzedniej edycji | Uczestnicy poprzedniej edycji | Uczestnicy poprzedniej edycji |
| --------------------------------- | ----------------------------- | ----------------------------- | ----------------------------- |
| RKS                               | RKS Radomsko                  | 2                             |                               |
| OMG                               | Omega Kleszczów               | 3                             |                               |
| WI2                               | Widzew II Łódź                | 4                             |                               |
| PPT                               | Polonia Piotrków Trybunalski  | 5                             |                               |
| ORB                               | Orkan Buczek                  | 6                             |                               |
| BZG                               | Boruta Zgierz                 | 7                             |                               |
| SSU                               | Skalnik Sulejów               | 8                             |                               |
| STR                               | Zjednoczeni Stryków           | 9                             |                               |
| ZWY                               | Zryw Wygoda                   | 10                            |                               |
| ZWO                               | Pogoń Zduńska Wola            | 11                            |                               |
| KWI                               | LKS Kwiatkowice               | 123                           |                               |
| WZE                               | Włókniarz Zelów               | 13                            |                               |
| Spadek z III ligi 2021/2022       |                               |                               |                               |
| grupa I                           |                               |                               |                               |
| KUT                               | KS Kutno                      | 14                            |                               |
| SOK                               | Sokół Aleksandrów Łódzki      | 18                            |                               |
| Awans z klasy okręgowej 2021/2022 |                               |                               |                               |
| grupa Łódź                        |                               |                               |                               |
| AKS                               | AKS SMS Łódź                  | 1                             |                               |
| grupa Piotrków Trybunalski        |                               |                               |                               |
| STN                               | Stal Niewiadów                | 1                             |                               |
| CER                               | Ceramika Opoczno              | 21                            |                               |
| grupa Sieradz                     |                               |                               |                               |
| WWI                               | WKS 1957 Wieluń               | 1                             |                               |
| grupa Skierniewice                |                               |                               |                               |
| DRZ                               | Jutrzenka Drzewce             | 1                             |                               |

| Uczestnicy dołączeni do ligi | Uczestnicy dołączeni do ligi |
| ---------------------------- | ---------------------------- |
| Akademia GKS Bełchatów       | -2                           |

Objaśnienia:
1. Zwycięzca baraży o awans do IV ligi.
2. Zarząd ŁZPN podjął decyzję, że dokooptuje do IV ligi Fundację Akademię GKS Bełchatów[14].
3. LKS Kwiatkowice wycofał się po rundzie jesiennej.

### Tabela
| Lp. | Drużyna                        | M  | Z  | R  | P  | Bramki | Bramki | Różn. | Pkt | Uwagi                       | Bezpośrednio              |
| --- | ------------------------------ | -- | -- | -- | -- | ------ | ------ | ----- | --- | --------------------------- | ------------------------- |
| 1   | Akademia GKS Bełchatów (M) (A) | 38 | 33 | 3  | 2  | 137    | 24     | +113  | 102 | Awans do III ligi           |                           |
| 2   | Widzew II Łódź                 | 38 | 31 | 6  | 1  | 103    | 21     | +82   | 99  |                             |                           |
| 3   | RKS Radomsko                   | 38 | 23 | 8  | 7  | 97     | 36     | +61   | 77  |                             |                           |
| 4   | AKS SMS Łódź                   | 38 | 21 | 9  | 8  | 90     | 46     | +44   | 72  | AKS – KUT 3:0 KUT – AKS 0:0 |                           |
| 5   | KS Kutno                       | 38 | 22 | 6  | 10 | 95     | 60     | +35   | 72  | AKS – KUT 3:0 KUT – AKS 0:0 |                           |
| 6   | Orkan Buczek                   | 38 | 22 | 5  | 11 | 72     | 65     | +7    | 71  |                             |                           |
| 7   | Polonia Piotrków Trybunalski   | 38 | 21 | 7  | 10 | 86     | 51     | +35   | 70  |                             |                           |
| 8   | Sokół Aleksandrów Łódzki       | 38 | 20 | 7  | 11 | 79     | 46     | +33   | 67  |                             |                           |
| 9   | Skalnik Sulejów                | 38 | 17 | 4  | 17 | 67     | 67     | 0     | 55  |                             |                           |
| 10  | Zjednoczeni Stryków            | 38 | 16 | 6  | 16 | 63     | 57     | +6    | 54  |                             |                           |
| 11  | Omega Kleszczów                | 38 | 13 | 8  | 17 | 55     | 63     | −8    | 47  |                             |                           |
| 12  | Boruta Zgierz                  | 38 | 11 | 6  | 21 | 49     | 72     | −23   | 39  | BZG – CER 2:0 CER – BZG 0:0 |                           |
| 13  | Ceramika Opoczno               | 38 | 10 | 9  | 19 | 43     | 78     | −35   | 39  | BZG – CER 2:0 CER – BZG 0:0 |                           |
| 14  | Zryw Wygoda                    | 38 | 10 | 6  | 22 | 54     | 84     | −30   | 36  |                             |                           |
| 15  | Włókniarz Zelów                | 38 | 8  | 9  | 21 | 41     | 85     | −44   | 33  | WZE – STN 0:1 STN – WZE 1:3 |                           |
| 16  | Stal Niewiadów (S)             | 38 | 9  | 6  | 23 | 46     | 104    | −58   | 33  | WZE – STN 0:1 STN – WZE 1:3 | Spadek do klasy okręgowej |
| 17  | Jutrzenka Drzewce (S)          | 38 | 9  | 5  | 24 | 50     | 106    | −56   | 32  |                             | Spadek do klasy okręgowej |
| 18  | Pogoń Zduńska Wola (S)         | 38 | 6  | 12 | 20 | 44     | 82     | −38   | 30  |                             | Spadek do klasy okręgowej |
| 19  | WKS 1957 Wieluń (S)            | 38 | 7  | 6  | 25 | 45     | 99     | −54   | 27  |                             | Spadek do klasy okręgowej |
| 20  | LKS Kwiatkowice1               | 38 | 5  | 4  | 29 | 25     | 96     | −71   | 19  | Drużyna wycofana            |                           |

## Grupa VII (małopolska)

### Drużyny
| Uczestnicy poprzedniej edycji                                                                                 | Uczestnicy poprzedniej edycji     | Uczestnicy poprzedniej edycji | Uczestnicy poprzedniej edycji |
| --- | --------------------------------- | ----------------------------- | ----------------------------- |
| grupa grupa małopolska (wschód)                                                                               |                                   |                               |                               |
| BB2 | Bruk-Bet Termalica II Nieciecza   | 1                             |                               |
| MAN | Lubań Maniowy                     | 2                             |                               |
| PMU | Poprad Muszyna                    | 3                             |                               |
| LIM | Limanovia Limanowa                | 4                             |                               |
| RAZ | Wierchy Rabka Zdrój               | 5                             |                               |
| OKO | Okocimski KS Brzesko              | 6                             |                               |
| WWR | Wolania Wola Rzędzińska           | 7                             |                               |
| GOR | Glinik Gorlice                    | 8                             |                               |
| grupa grupa małopolska (zachód)                                                                               |                                   |                               |                               |
| WJA | Wiślanie Jaśkowice                | 2                             |                               |
| ORY | Orzeł Ryczów                      | 3                             |                               |
| BES | Beskid Andrychów                  | 4                             |                               |
| SLO | Słomniczanka Słomniki             | 5                             |                               |
| LJA | LKS Jawiszowice                   | 6                             |                               |
| OŚW | Unia Oświęcim                     | 7                             |                               |
| DAL | Dalin Myślenice                   | 8                             |                               |
| Awans z klasy okręgowej 2021/2022                                                                             |                                   |                               |                               |
| grupa Kraków II                                                                                               |                                   |                               |                               |
| RAR | Radziszowianka Radziszów          | 12                            |                               |
| grupa Nowy Sącz I                                                                                             |                                   |                               |                               |
| BAR | Barciczanka Barcice               | 13                            |                               |
| grupa Wadowice                                                                                                |                                   |                               |                               |
| KZE | Kalwarianka Kalwaria Zebrzydowska | 14                            |                               |
| Oznaczenia: - kolumna pierwsza – skróty nazw drużyn, - kolumna trzecia – miejsce zajęte w poprzednim sezonie. |                                   |                               |                               |

Objaśnienia:
1. Bruk-Bet Termalica II Nieciecza przegrała baraże o awans do III ligi z Wieczystą Kraków.
2. Radziszowianka Radziszów wygrała baraże o awans do IV ligi z Zjednoczonymi Branice.
3. Barciczanka Barcice wygrała baraże o awans do IV ligi z GKS Drwinią.
4. Kalwarianka Kalwaria Zebrzydowska wygrała baraże o awans do IV ligi ze Spójnią Osiek-Zimnodół.
5. Słomniczanka Słomniki wycofała się po rundzie jesiennej.

### Tabela
| Lp. | Drużyna                           | M  | Z  | R | P  | Bramki | Bramki | Różn. | Pkt | Uwagi                                                          | Bezpośrednio |
| --- | --------------------------------- | -- | -- | - | -- | ------ | ------ | ----- | --- | -------------------------------------------------------------- | ------------ |
| 1   | Wiślanie Jaśkowice (M) (A)        | 34 | 27 | 3 | 4  | 90     | 26     | +64   | 84  | Awans do III ligi                                              |              |
| 2   | Bruk-Bet Termalica II Nieciecza   | 34 | 23 | 3 | 8  | 92     | 34     | +58   | 72  |                                                                |              |
| 3   | LKS Jawiszowice                   | 34 | 18 | 4 | 12 | 68     | 52     | +16   | 58  |                                                                |              |
| 4   | Orzeł Ryczów                      | 34 | 16 | 6 | 12 | 59     | 45     | +14   | 54  |                                                                |              |
| 5   | Lubań Maniowy                     | 34 | 16 | 5 | 13 | 55     | 48     | +7    | 53  |                                                                |              |
| 6   | Barciczanka Barcice               | 34 | 15 | 6 | 13 | 59     | 66     | −7    | 51  | BAR: 9 pkt, różn. +5 WWR: 6 pkt, różn. -1 GOR: 3 pkt, różn. -4 |              |
| 7   | Wolania Wola Rzędzińska           | 34 | 15 | 6 | 13 | 61     | 63     | −2    | 51  | BAR: 9 pkt, różn. +5 WWR: 6 pkt, różn. -1 GOR: 3 pkt, różn. -4 |              |
| 8   | Glinik Gorlice                    | 34 | 16 | 3 | 15 | 60     | 56     | +4    | 51  | BAR: 9 pkt, różn. +5 WWR: 6 pkt, różn. -1 GOR: 3 pkt, różn. -4 |              |
| 9   | Poprad Muszyna                    | 34 | 13 | 8 | 13 | 54     | 60     | −6    | 47  | PMU – RAZ 1:1 RAZ – PMU 2:3                                    |              |
| 10  | Wierchy Rabka Zdrój               | 34 | 14 | 5 | 15 | 71     | 68     | +3    | 47  | PMU – RAZ 1:1 RAZ – PMU 2:3                                    |              |
| 11  | Beskid Andrychów                  | 34 | 13 | 7 | 14 | 51     | 54     | −3    | 46  | BES – KZE 2:1 KZE – BES 2:3                                    |              |
| 12  | Kalwarianka Kalwaria Zebrzydowska | 34 | 15 | 1 | 18 | 68     | 69     | −1    | 46  | BES – KZE 2:1 KZE – BES 2:3                                    |              |
| 13  | Dalin Myślenice                   | 34 | 12 | 9 | 13 | 60     | 62     | −2    | 45  | DAL – OŚW 4:4 OŚW – DAL 2:3                                    |              |
| 14  | Unia Oświęcim                     | 34 | 13 | 6 | 15 | 45     | 59     | −14   | 45  | DAL – OŚW 4:4 OŚW – DAL 2:3                                    |              |
| 15  | Limanovia Limanowa                | 34 | 13 | 5 | 16 | 54     | 53     | +1    | 44  |                                                                |              |
| 16  | Radziszowianka Radziszów (S)      | 34 | 12 | 5 | 17 | 49     | 66     | −17   | 41  | Spadek do V ligi                                               |              |
| 17  | Okocimski KS Brzesko (S)          | 34 | 4  | 3 | 27 | 41     | 104    | −63   | 15  | Spadek do V ligi                                               |              |
| 18  | Słomniczanka Słomniki2            | 34 | 7  | 3 | 24 | 24     | 76     | −52   | 24  | Drużyna wycofana                                               |              |

## Grupa VIII (mazowiecka)

### Drużyny
| Uczestnicy poprzedniej edycji                                                                                 | Uczestnicy poprzedniej edycji | Uczestnicy poprzedniej edycji | Uczestnicy poprzedniej edycji |
| --- | ----------------------------- | ----------------------------- | ----------------------------- |
| grupa grupa mazowiecka (północna)                                                                             |                               |                               |                               |
| ZZA | Ząbkovia Ząbki                | 2                             |                               |
| WP2 | Wisła II Płock                | 3                             |                               |
| CKT | KS CK Troszyn                 | 4                             |                               |
| HUT | Hutnik Warszawa               | 5                             |                               |
| ESC | Escola Varsovia               | 6                             |                               |
| NAR | Narew Ostrołęka               | 7                             |                               |
| ŚST | Świt Staroźreby               | 8                             |                               |
| AMM | AP Marcovia Marki             | 9                             |                               |
| MPR | MKS Przasnysz                 | 101                           |                               |
| grupa grupa mazowiecka (południowa)                                                                           |                               |                               |                               |
| PIA | MKS Piaseczno                 | 12                            |                               |
| PRZ | Oskar Przysucha               | 2                             |                               |
| SUL | Victoria Sulejówek            | 3                             |                               |
| GAR | Wilga Garwolin                | 4                             |                               |
| MSZ | Mszczonowianka Mszczonów      | 5                             |                               |
| MMM | Mazovia Mińsk Mazowiecki      | 6                             |                               |
| ORB | Orzeł Baniocha                | 73                            |                               |
| MAZ | Mazur Karczew                 | 8                             |                               |
| RAS | KS Raszyn                     | 9                             |                               |
| Oznaczenia: - kolumna pierwsza – skróty nazw drużyn, - kolumna trzecia – miejsce zajęte w poprzednim sezonie. |                               |                               |                               |

Objaśnienia:
1. MKS Przasnysz wygrał baraże o utrzymanie w IV lidze z Energią Kozienice.
2. MKS Piaseczno przegrał baraże o awans do III ligi z Mławianką Mława.
3. Orzeł Baniocha wycofał się po rundzie jesiennej.

### Tabela
| Lp. | Drużyna                    | M  | Z  | R  | P  | Bramki | Bramki | Różn. | Pkt | Uwagi                       | Bezpośrednio                |
| --- | -------------------------- | -- | -- | -- | -- | ------ | ------ | ----- | --- | --------------------------- | --------------------------- |
| 1   | Victoria Sulejówek (M) (A) | 34 | 26 | 4  | 4  | 92     | 38     | +54   | 82  | Awans do III ligi           | SUL – MMM 2:1 MMM – SUL 2:3 |
| 2   | Mazovia Mińsk Mazowiecki   | 34 | 26 | 4  | 4  | 89     | 28     | +61   | 82  |                             | SUL – MMM 2:1 MMM – SUL 2:3 |
| 3   | KS CK Troszyn              | 34 | 20 | 6  | 8  | 81     | 46     | +35   | 66  |                             |                             |
| 4   | Wisła II Płock             | 34 | 19 | 6  | 9  | 90     | 62     | +28   | 63  |                             |                             |
| 5   | Ząbkovia Ząbki             | 34 | 16 | 12 | 6  | 59     | 35     | +24   | 60  |                             |                             |
| 6   | MKS Piaseczno              | 34 | 17 | 4  | 13 | 67     | 61     | +6    | 55  |                             |                             |
| 7   | Hutnik Warszawa            | 34 | 15 | 7  | 12 | 76     | 53     | +23   | 52  |                             |                             |
| 8   | Mszczonowianka Mszczonów   | 34 | 14 | 7  | 13 | 65     | 59     | +6    | 49  | MSZ – MAZ 3:2 MAZ – MSZ 2:2 |                             |
| 9   | Mazur Karczew              | 34 | 14 | 7  | 13 | 60     | 44     | +16   | 49  | MSZ – MAZ 3:2 MAZ – MSZ 2:2 |                             |
| 10  | KS Raszyn                  | 34 | 12 | 7  | 15 | 54     | 72     | −18   | 43  |                             |                             |
| 11  | Marcovia Marki             | 34 | 11 | 8  | 15 | 62     | 69     | −7    | 41  |                             |                             |
| 12  | Oskar Przysucha            | 34 | 11 | 7  | 16 | 61     | 66     | −5    | 40  |                             |                             |
| 13  | Wilga Garwolin             | 34 | 10 | 9  | 15 | 60     | 67     | −7    | 39  |                             |                             |
| 14  | MKS Przasnysz (S)          | 34 | 8  | 9  | 17 | 43     | 80     | −37   | 33  | Spadek do V ligi            | MPR – NAR 3:0 NAR – MPR 3:3 |
| 15  | Narew Ostrołęka (S)        | 34 | 9  | 6  | 19 | 48     | 64     | −16   | 33  | Spadek do V ligi            | MPR – NAR 3:0 NAR – MPR 3:3 |
| 16  | Świt Staroźreby (S)        | 34 | 8  | 5  | 21 | 39     | 95     | −56   | 29  | Spadek do V ligi            |                             |
| 17  | Escola Varsovia (S)        | 34 | 4  | 4  | 26 | 39     | 106    | −67   | 16  | Spadek do V ligi            |                             |
| 18  | Orzeł Baniocha1 (S)        | 34 | 10 | 0  | 24 | 29     | 69     | −40   | 30  | Drużyna wycofana            |                             |

## Grupa IX (opolska)

### Drużyny
| Uczestnicy poprzedniej edycji                                                                                 | Uczestnicy poprzedniej edycji | Uczestnicy poprzedniej edycji | Uczestnicy poprzedniej edycji |
| --- | ----------------------------- | ----------------------------- | ----------------------------- |
| RZD | Ruch Zdzieszowice             | 2                             |                               |
| LSD | LZS Starowice Dolne           | 3                             |                               |
| MAŁ | Małapanew Ozimek              | 4                             |                               |
| OD2 | Odra II Opole                 | 5                             |                               |
| FGŁ | Fortuna Głogówek              | 6                             |                               |
| GŁU | Polonia Głubczyce             | 7                             |                               |
| UKR | Unia Krapkowice               | 8                             |                               |
| PWI | Porawie Większyce             | 9                             |                               |
| GOG | MKS Gogolin                   | 10                            |                               |
| PTR | LZS Piotrówka                 | 11                            |                               |
| POP | Piast Strzelce Opolskie       | 12                            |                               |
| OLE | OKS Olesno                    | 13                            |                               |
| VCH | Victoria Chróścice            | 14                            |                               |
| SKG | Skalnik Gracze                | 15                            |                               |
| Awans z klasy okręgowej 2021/2022                                                                             |                               |                               |                               |
| grupa opolska I                                                                                               |                               |                               |                               |
| STJ | Start Jełowa                  | 1                             |                               |
| grupa opolska II                                                                                              |                               |                               |                               |
| LWA | LZS Walce                     | 1                             |                               |
| Oznaczenia: - kolumna pierwsza – skróty nazw drużyn, - kolumna trzecia – miejsce zajęte w poprzednim sezonie. |                               |                               |                               |

### Tabela
| Lp. | Drużyna                     | M  | Z  | R | P  | Bramki | Bramki | Różn. | Pkt | Uwagi                     | Bezpośrednio |
| --- | --------------------------- | -- | -- | - | -- | ------ | ------ | ----- | --- | ------------------------- | ------------ |
| 1   | LZS Starowice Dolne (M) (A) | 30 | 23 | 6 | 1  | 101    | 25     | +76   | 75  | Awans do III ligi         |              |
| 2   | Ruch Zdzieszowice           | 30 | 24 | 2 | 4  | 95     | 37     | +58   | 74  |                           |              |
| 3   | Małapanew Ozimek            | 30 | 19 | 5 | 6  | 95     | 33     | +62   | 62  |                           |              |
| 4   | Fortuna Głogówek            | 30 | 16 | 3 | 11 | 64     | 41     | +23   | 51  |                           |              |
| 5   | MKS Gogolin                 | 30 | 14 | 4 | 12 | 53     | 44     | +9    | 46  |                           |              |
| 6   | Odra II Opole               | 30 | 13 | 5 | 12 | 57     | 48     | +9    | 44  |                           |              |
| 7   | Porawie Większyce           | 30 | 12 | 6 | 12 | 53     | 55     | −2    | 42  |                           |              |
| 8   | LZS Piotrówka               | 30 | 12 | 4 | 14 | 58     | 63     | −5    | 40  |                           |              |
| 9   | LZS Walce                   | 30 | 10 | 9 | 11 | 47     | 59     | −12   | 39  |                           |              |
| 10  | Piast Strzelce Opolskie     | 30 | 10 | 7 | 13 | 44     | 52     | −8    | 37  |                           |              |
| 11  | Victoria Chróścice          | 30 | 10 | 4 | 16 | 48     | 65     | −17   | 34  |                           |              |
| 12  | OKS Olesno (B)              | 30 | 9  | 4 | 17 | 42     | 83     | −41   | 31  | Baraże o utrzymanie       |              |
| 13  | Skalnik Gracze (B)          | 30 | 6  | 9 | 15 | 45     | 73     | −28   | 27  | Baraże o utrzymanie       |              |
| 14  | Start Jełowa (S)            | 30 | 6  | 9 | 15 | 49     | 73     | −24   | 27  | Spadek do klasy okręgowej |              |
| 15  | Polonia Głubczyce (S)       | 30 | 6  | 7 | 17 | 44     | 87     | −43   | 25  | Spadek do klasy okręgowej |              |
| 16  | Unia Krapkowice (S)         | 30 | 7  | 3 | 20 | 28     | 85     | −57   | 24  | Spadek do klasy okręgowej |              |

### Baraże o utrzymanie
W barażach o utrzymanie wzięły udział drużyny z miejsc 12-13 z IV ligi oraz wicemistrzowie obu grup opolskich klasy okręgowych. Zwycięzcy uzyskali możliwość gry w IV lidze w następnym sezonie.
| 20 czerwca 2023 18:00 | Skalnik Gracze | 2:2 | Pogoń Prudnik |  |
|                       |                |     |               |  |

| 24 czerwca 2023 16:00 | Pogoń Prudnik | 3:2 (p.d.) | Skalnik Gracze |  |
|                       |               |            |                |  |

Zwycięzca: Pogoń Prudnik
| 20 czerwca 2023 18:00 | OKS Olesno | 4:3 | Polonia Karłowice |  |
|                       |            |     |                   |  |

| 24 czerwca 2023 16:00 | Polonia Karłowice | 2:1 k. 8:7 | OKS Olesno |  |
|                       |                   |            |            |  |

Zwycięzca: Polonia Karłowice

## Grupa X (podkarpacka)

### Drużyny
| Uczestnicy poprzedniej edycji                                                                                 | Uczestnicy poprzedniej edycji | Uczestnicy poprzedniej edycji | Uczestnicy poprzedniej edycji |
| --- | ----------------------------- | ----------------------------- | ----------------------------- |
| JKS | JKS 1909 Jarosław             | 2                             |                               |
| IZO | Izolator Boguchwała           | 3                             |                               |
| KAR | Karpaty Krosno                | 4                             |                               |
| POP | Polonia Przemyśl              | 5                             |                               |
| GLM | Głogovia Głogów Małopolski    | 6                             |                               |
| IGL | Igloopol Dębica               | 7                             |                               |
| ŁAŃ | Stal Łańcut                   | 8                             |                               |
| KOD | Sokół Kolbuszowa Dolna        | 9                             |                               |
| WWI | Wisłok Wiśniowa               | 10                            |                               |
| PIL | Legion Pilzno                 | 11                            |                               |
| SM2 | Stal II Mielec                | 12                            |                               |
| Spadek z III ligi 2021/2022                                                                                   |                               |                               |                               |
| grupa IV |                               |                               |                               |
| KRZ | Korona Rzeszów                | 16                            |                               |
| WÓL | Wólczanka Wólka Pełkińska     | 18                            |                               |
| Awans z klasy okręgowej 2021/2022                                                                             |                               |                               |                               |
| grupa Dębica                                                                                                  |                               |                               |                               |
| LSM | Lechia Sędziszów Małopolski   | 1                             |                               |
| grupa Jarosław                                                                                                |                               |                               |                               |
| SKO | LKS Skołoszów                 | 1                             |                               |
| grupa Krosno                                                                                                  |                               |                               |                               |
| NOW | Cosmos Nowotaniec             | 1                             |                               |
| grupa Rzeszów                                                                                                 |                               |                               |                               |
| ST2 | Stal II Rzeszów               | 1                             |                               |
| grupa Stalowa Wola                                                                                            |                               |                               |                               |
| NIS | Sokół Nisko                   | 1                             |                               |
| Oznaczenia: - kolumna pierwsza – skróty nazw drużyn, - kolumna trzecia – miejsce zajęte w poprzednim sezonie. |                               |                               |                               |

### Tabela
| Lp. | Drużyna                       | M  | Z  | R  | P  | Bramki | Bramki | Różn. | Pkt | Uwagi                       | Bezpośrednio |
| --- | ----------------------------- | -- | -- | -- | -- | ------ | ------ | ----- | --- | --------------------------- | ------------ |
| 1   | Cosmos Nowotaniec2 (M)        | 34 | 27 | 4  | 3  | 102    | 32     | +70   | 85  |                             |              |
| 2   | Karpaty Krosno2 (A)           | 34 | 25 | 7  | 2  | 100    | 28     | +72   | 82  | Awans do III ligi           |              |
| 3   | Stal Łańcut                   | 34 | 20 | 7  | 7  | 67     | 39     | +28   | 67  |                             |              |
| 4   | Sokół Kolbuszowa Dolna        | 34 | 20 | 4  | 10 | 72     | 45     | +27   | 64  |                             |              |
| 5   | JKS 1909 Jarosław             | 34 | 19 | 6  | 9  | 70     | 34     | +36   | 63  |                             |              |
| 6   | Izolator Boguchwała           | 34 | 16 | 12 | 6  | 56     | 28     | +28   | 60  |                             |              |
| 7   | Legion Pilzno                 | 34 | 18 | 4  | 12 | 56     | 42     | +14   | 58  |                             |              |
| 8   | Stal II Rzeszów               | 34 | 16 | 4  | 14 | 71     | 45     | +26   | 52  |                             |              |
| 9   | Wisłok Wiśniowa               | 34 | 14 | 6  | 14 | 47     | 54     | −7    | 48  |                             |              |
| 10  | Głogovia Głogów Małopolski    | 34 | 12 | 11 | 11 | 54     | 42     | +12   | 47  |                             |              |
| 11  | Polonia Przemyśl              | 34 | 11 | 12 | 11 | 56     | 63     | −7    | 45  |                             |              |
| 12  | Lechia Sędziszów Małopolski   | 34 | 9  | 10 | 15 | 33     | 61     | −28   | 37  | LSM – IGL 3:2 IGL – LSM 1:1 |              |
| 13  | Igloopol Dębica               | 34 | 10 | 7  | 17 | 57     | 82     | −25   | 37  | LSM – IGL 3:2 IGL – LSM 1:1 |              |
| 14  | Korona Rzeszów1               | 34 | 9  | 5  | 20 | 43     | 71     | −28   | 31  |                             |              |
| 15  | Sokół Nisko (S)               | 34 | 7  | 5  | 22 | 33     | 78     | −45   | 26  | Spadek do klasy okręgowej   |              |
| 16  | Stal II Mielec (S)            | 34 | 7  | 2  | 25 | 37     | 81     | −44   | 23  | Spadek do klasy okręgowej   |              |
| 17  | Wólczanka Wólka Pełkińska (S) | 34 | 4  | 8  | 22 | 44     | 91     | −47   | 20  | Spadek do klasy okręgowej   |              |
| 18  | LKS Skołoszów (S)             | 34 | 3  | 4  | 27 | 24     | 106    | −82   | 13  | Spadek do klasy okręgowej   |              |

## Grupa XI (podlaska)

### Drużyny
| Uczestnicy poprzedniej edycji                                                                                 | Uczestnicy poprzedniej edycji | Uczestnicy poprzedniej edycji | Uczestnicy poprzedniej edycji |
| --- | ----------------------------- | ----------------------------- | ----------------------------- |
| RWM | Ruch Wysokie Mazowieckie      | 2                             |                               |
| ŁOM | ŁKS 1926 Łomża                | 3                             |                               |
| MIC | KS Michałowo                  | 4                             |                               |
| TBP | Tur Bielsk Podlaski           | 5                             |                               |
| WAS | KS Wasilków                   | 6                             |                               |
| WAR | Warmia Grajewo                | 7                             |                               |
| KSG | KS Grabówka                   | 8                             |                               |
| MOŃ | Promień Mońki                 | 9                             |                               |
| MBI | MOSP Białystok                | 10                            |                               |
| CCB | Czarni Czarna Białostocka     | 11                            |                               |
| KRK | Krypnianka Krypno             | 12                            |                               |
| CRS | Cresovia Siemiatycze          | 13                            |                               |
| SZE | Sparta 1951 Szepietowo        | 14                            |                               |
| KOL | Orzeł Kolno                   | 15                            |                               |
| Spadek z II ligi 2021/2022                                                                                    |                               |                               |                               |
| WIG | Wigry Suwałki                 | 181                           |                               |
| Spadek z III ligi 2021/2022                                                                                   |                               |                               |                               |
| grupa I |                               |                               |                               |
| WIS | Wissa Szczuczyn               | 16                            |                               |
| Awans z klasy okręgowej 2021/2022                                                                             |                               |                               |                               |
| grupa podlaska                                                                                                |                               |                               |                               |
| ŚNI | KS Śniadowo                   | 1                             |                               |
| DĄB | Dąb Dąbrowa Białostocka       | 2                             |                               |
| Oznaczenia: - kolumna pierwsza – skróty nazw drużyn, - kolumna trzecia – miejsce zajęte w poprzednim sezonie. |                               |                               |                               |

Objaśnienia:
1. Wigry Suwałki wycofały się po sezonie 2021/22 z II ligi[16].

### Tabela
| Lp. | Drużyna                   | M  | Z  | R  | P  | Bramki | Bramki | Różn. | Pkt | Uwagi                       | Bezpośrednio                |
| --- | ------------------------- | -- | -- | -- | -- | ------ | ------ | ----- | --- | --------------------------- | --------------------------- |
| 1   | ŁKS 1926 Łomża (M) (A)    | 34 | 25 | 5  | 4  | 113    | 26     | +87   | 80  | Awans do III ligi           |                             |
| 2   | Tur Bielsk Podlaski       | 34 | 24 | 6  | 4  | 81     | 40     | +41   | 78  |                             | TBP – KUT 2:1 KUT – TBP 0:3 |
| 3   | Ruch Wysokie Mazowieckie  | 34 | 25 | 3  | 6  | 109    | 35     | +74   | 78  |                             | TBP – KUT 2:1 KUT – TBP 0:3 |
| 4   | Wigry Suwałki             | 34 | 22 | 6  | 6  | 95     | 45     | +50   | 72  |                             |                             |
| 5   | KS Wasilków               | 34 | 18 | 8  | 8  | 79     | 46     | +33   | 62  |                             |                             |
| 6   | Wissa Szczuczyn           | 34 | 18 | 6  | 10 | 85     | 58     | +27   | 60  |                             |                             |
| 7   | Warmia Grajewo            | 34 | 16 | 5  | 13 | 64     | 57     | +7    | 53  |                             |                             |
| 8   | Sparta 1951 Szepietowo    | 34 | 14 | 6  | 14 | 48     | 59     | −11   | 48  |                             |                             |
| 9   | KS Michałowo              | 34 | 13 | 6  | 15 | 70     | 75     | −5    | 45  |                             |                             |
| 10  | KS Śniadowo               | 34 | 12 | 7  | 15 | 55     | 66     | −11   | 43  | ŚNI – MOŃ 4:1 MOŃ – ŚNI 4:2 |                             |
| 11  | Promień Mońki             | 34 | 12 | 7  | 15 | 52     | 58     | −6    | 43  | ŚNI – MOŃ 4:1 MOŃ – ŚNI 4:2 |                             |
| 12  | MOSP Białystok            | 34 | 11 | 7  | 16 | 63     | 79     | −16   | 40  |                             |                             |
| 13  | KS Grabówka               | 34 | 11 | 4  | 19 | 49     | 70     | −21   | 37  |                             |                             |
| 14  | Krypnianka Krypno         | 34 | 8  | 10 | 16 | 42     | 73     | −31   | 34  |                             |                             |
| 15  | Czarni Czarna Białostocka | 34 | 9  | 3  | 22 | 41     | 83     | −42   | 30  |                             |                             |
| 16  | Dąb Dąbrowa Białostocka   | 34 | 6  | 7  | 21 | 37     | 90     | −53   | 25  | DĄB – CRS 3:2 CRS – DĄB 1:0 |                             |
| 17  | Cresovia Siemiatycze (B)  | 34 | 7  | 4  | 23 | 38     | 100    | −62   | 25  | DĄB – CRS 3:2 CRS – DĄB 1:0 | Baraże o utrzymanie         |
| 18  | Orzeł Kolno (S)           | 34 | 3  | 4  | 27 | 22     | 83     | −61   | 13  | Spadek do klasy okręgowej   |                             |

### Baraże o utrzymanie
W barażach o IV ligę bierze udział 17. drużyna IV ligi i 3. drużyna klasy okręgowej. Zwycięzca otrzymał prawo gry w IV lidze w następnym sezonie.
| 24 czerwca 2023 17:00 | GKS Gródek · ?' ? | 1:4(?:?) | Cresovia Siemiatycze · ?' ? · ?' ? · ?' ? · ?' ? |  |
|                       |                   |          |                                                  |  |

| 28 czerwca 2023 17:00 | Cresovia Siemiatycze · ?' ? · ?' ? | 2:2(?:?) | GKS Gródek · ?' ? · ?' ? |  |
|                       |                                    |          |                          |  |

Zwycięzca: Cresovia Siemiatycze

## Grupa XII (pomorska)

### Drużyny
| Uczestnicy poprzedniej edycji                                                                                 | Uczestnicy poprzedniej edycji | Uczestnicy poprzedniej edycji | Uczestnicy poprzedniej edycji |
| --- | ----------------------------- | ----------------------------- | ----------------------------- |
| JAG | Jaguar Gdańsk                 | 2                             |                               |
| LUZ | KTS-K Luzino                  | 3                             |                               |
| GRW | Gryf Wejherowo                | 4                             |                               |
| GRS | Gryf Słupsk                   | 7                             |                               |
| BYT | Bytovia Bytów                 | 8                             |                               |
| NOS | Grom Nowy Staw                | 9                             |                               |
| AR2 | Arka II Gdynia                | 10                            |                               |
| CC2 | Chojniczanka II Chojnice      | 11                            |                               |
| PEL | Wierzyca Pelplin              | 12                            |                               |
| MWŁ | MKS Władysławowo              | 13                            |                               |
| LĘB | Pogoń Lębork                  | 14                            |                               |
| AGA | Anioły Garczegorze            | 15                            |                               |
| KOW | GKS Kowale                    | 16                            |                               |
| CPG | Czarni Pruszcz Gdański        | 17                            |                               |
| SSY | Sparta Sycewice               | 18                            |                               |
| BCZ | Borowiak Czersk               | 191                           |                               |
| UST | Jantar Ustka                  | 201                           |                               |
| Awans z klasy okręgowej 2021/2022                                                                             |                               |                               |                               |
| grupa Gdańsk I                                                                                                |                               |                               |                               |
| GKO | GKS Kolbudy                   | 1                             |                               |
| grupa Gdańsk II                                                                                               |                               |                               |                               |
| MAL | Pomezania Malbork             | 1                             |                               |
| DZI | Powiśle Dzierzgoń             | 2                             |                               |
| Oznaczenia: - kolumna pierwsza – skróty nazw drużyn, - kolumna trzecia – miejsce zajęte w poprzednim sezonie. |                               |                               |                               |

Objaśnienia:
1. Kaszubia Kościerzyna i Lechia II Gdańsk wycofały się po zakończeniu rozgrywek, w związku z czym dodatkowo utrzymały się Borowiak Czersk i Jantar Ustka .
2. Sokół Wyczechy zrezygnował z awansu do IV ligi, w związku z czym zorganizowano baraże uzupełniające. W nich wygrało Powiśle Dzierzgoń.

### Tabela
| Lp. | Drużyna                    | M  | Z  | R  | P  | Bramki | Bramki | Różn. | Pkt | Uwagi | Bezpośrednio |
| --- | -------------------------- | -- | -- | -- | -- | ------ | ------ | ----- | --- | --- | ------------ |
| 1   | KTS-K Luzino (M) (A)       | 38 | 29 | 6  | 3  | 124    | 30     | +94   | 93  | Awans do III ligi                                                                                            |              |
| 2   | Pomezania Malbork          | 38 | 26 | 6  | 6  | 99     | 34     | +65   | 84  | |              |
| 3   | Grom Nowy Staw             | 38 | 22 | 10 | 6  | 90     | 35     | +55   | 76  | |              |
| 4   | Gryf Wejherowo             | 38 | 20 | 7  | 11 | 74     | 52     | +22   | 67  | |              |
| 5   | Chojniczanka II Chojnice   | 38 | 18 | 8  | 12 | 63     | 56     | +7    | 62  | |              |
| 6   | Jaguar Gdańsk              | 38 | 18 | 6  | 14 | 74     | 55     | +19   | 60  | |              |
| 7   | Arka II Gdynia             | 38 | 18 | 5  | 15 | 93     | 70     | +23   | 59  | AR2: 13 pkt, różn. +7 AGA: 13 pkt, różn. -4 MWŁ: 12 pkt, różn. +6 SSY: 10 pkt, różn. -6 DZI: 8 pkt, różn. -3 |              |
| 8   | Anioły Garczegorze         | 38 | 18 | 5  | 15 | 81     | 71     | +10   | 59  | AR2: 13 pkt, różn. +7 AGA: 13 pkt, różn. -4 MWŁ: 12 pkt, różn. +6 SSY: 10 pkt, różn. -6 DZI: 8 pkt, różn. -3 |              |
| 9   | MKS Władysławowo           | 38 | 17 | 8  | 13 | 73     | 69     | +4    | 59  | AR2: 13 pkt, różn. +7 AGA: 13 pkt, różn. -4 MWŁ: 12 pkt, różn. +6 SSY: 10 pkt, różn. -6 DZI: 8 pkt, różn. -3 |              |
| 10  | Sparta Sycewice            | 38 | 18 | 5  | 15 | 66     | 66     | 0     | 59  | AR2: 13 pkt, różn. +7 AGA: 13 pkt, różn. -4 MWŁ: 12 pkt, różn. +6 SSY: 10 pkt, różn. -6 DZI: 8 pkt, różn. -3 |              |
| 11  | Powiśle Dzierzgoń          | 38 | 17 | 8  | 13 | 62     | 61     | +1    | 59  | AR2: 13 pkt, różn. +7 AGA: 13 pkt, różn. -4 MWŁ: 12 pkt, różn. +6 SSY: 10 pkt, różn. -6 DZI: 8 pkt, różn. -3 |              |
| 12  | GKS Kolbudy                | 38 | 16 | 4  | 18 | 55     | 60     | −5    | 52  | |              |
| 13  | Gryf Słupsk                | 38 | 15 | 5  | 18 | 57     | 57     | 0     | 50  | GRS – LĘB 2:1 LĘB – GRS 0:2                                                                                  |              |
| 14  | Pogoń Lębork               | 38 | 15 | 5  | 18 | 49     | 65     | −16   | 50  | GRS – LĘB 2:1 LĘB – GRS 0:2                                                                                  |              |
| 15  | Czarni Pruszcz Gdański (S) | 38 | 14 | 6  | 18 | 53     | 71     | −18   | 48  | Spadek do klasy okręgowej                                                                                    |              |
| 16  | Wierzyca Pelplin (S)       | 38 | 12 | 4  | 22 | 61     | 69     | −8    | 40  | Spadek do klasy okręgowej                                                                                    |              |
| 17  | Bytovia Bytów (S)          | 38 | 9  | 11 | 18 | 47     | 60     | −13   | 38  | Spadek do klasy okręgowej                                                                                    |              |
| 18  | Borowiak Czersk (S)        | 38 | 7  | 5  | 26 | 37     | 99     | −62   | 26  | Spadek do klasy okręgowej                                                                                    |              |
| 19  | Jantar Ustka (S)           | 38 | 2  | 2  | 34 | 27     | 150    | −123  | 8   | Spadek do klasy okręgowej                                                                                    |              |
| 20  | GKS Kowale1 (S)            | 38 | 8  | 6  | 24 | 34     | 89     | −55   | 30  | Drużyna wycofana                                                                                             |              |

## Grupa XIII (śląska I)

### Drużyny
| Uczestnicy poprzedniej edycji                                                                                 | Uczestnicy poprzedniej edycji | Uczestnicy poprzedniej edycji | Uczestnicy poprzedniej edycji |
| --- | ----------------------------- | ----------------------------- | ----------------------------- |
| grupa śląska I                                                                                                |                               |                               |                               |
| RRA | Ruch Radzionków               | 2                             |                               |
| ROZ | Rozwój Katowice               | 3                             |                               |
| MYS | MKS Myszków                   | 4                             |                               |
| SZJ | Szczakowianka Jaworzno        | 5                             |                               |
| UDG | Unia Dąbrowa Górnicza         | 6                             |                               |
| PKA | Podlesianka Katowice          | 7                             |                               |
| ZAW | Warta Zawiercie               | 8                             |                               |
| UKO | Unia Kosztowy                 | 9                             |                               |
| ŚCE | Śląsk Świętochłowice          | 11                            |                               |
| SZO | Szombierki Bytom              | 12                            |                               |
| SIE | Przemsza Siewierz             | 141                           |                               |
| RĘD | Unia Rędziny                  | 152                           |                               |
| grupa śląska II                                                                                               |                               |                               |                               |
| PI2 | Piast II Gliwice              | 5                             |                               |
| Awans z klasy okręgowej 2021/2022                                                                             |                               |                               |                               |
| grupa Bytom-Zabrze                                                                                            |                               |                               |                               |
| DZB | Drama Zbrosławice             | 1                             |                               |
| grupa Częstochowa-Lubliniec                                                                                   |                               |                               |                               |
| VCZ | Victoria Częstochowa          | 1                             |                               |
| grupa Katowice-Sosnowiec                                                                                      |                               |                               |                               |
| ZS2 | Zagłębie II Sosnowiec         | 1                             |                               |
| Oznaczenia: - kolumna pierwsza – skróty nazw drużyn, - kolumna trzecia – miejsce zajęte w poprzednim sezonie. |                               |                               |                               |

Objaśnienia:
1. Przemsza Siewierz miała rozegrać baraże o utrzymanie z 14. drużyną grupy śląskiej II, czyli Czarni Gorzyce. Drużyna z Gorzyc zrezygnowała jednak z udziału w barażach o utrzymanie, co spowodowało automatyczne utrzymanie dla Przemszy.
2. Ze względu na wycofanie się Unii Książenice z gr. śląskiej II, w IV lidze pozostaje Unia Rędziny[18].

### Tabela
| Lp. | Drużyna                        | M  | Z  | R | P  | Bramki | Bramki | Różn. | Pkt | Uwagi                       | Bezpośrednio                |
| --- | ------------------------------ | -- | -- | - | -- | ------ | ------ | ----- | --- | --------------------------- | --------------------------- |
| 1   | Szczakowianka Jaworzno (M) (B) | 30 | 19 | 5 | 6  | 67     | 31     | +36   | 62  | Baraże o III ligę           | SZJ – PI2 2:1 PI2 – SZJ 1:0 |
| 2   | Piast II Gliwice               | 30 | 19 | 5 | 6  | 75     | 43     | +32   | 62  |                             | SZJ – PI2 2:1 PI2 – SZJ 1:0 |
| 3   | Podlesianka Katowice           | 30 | 18 | 4 | 8  | 79     | 48     | +31   | 58  |                             |                             |
| 4   | Drama Zbrosławice              | 30 | 16 | 7 | 7  | 68     | 53     | +15   | 55  |                             |                             |
| 5   | Rozwój Katowice                | 30 | 16 | 5 | 9  | 64     | 36     | +28   | 53  |                             |                             |
| 6   | Zagłębie II Sosnowiec          | 30 | 14 | 7 | 9  | 56     | 39     | +17   | 49  | ZS2 – MYS 1:0 MYS – ZS2 2:2 |                             |
| 7   | MKS Myszków                    | 30 | 14 | 7 | 9  | 60     | 45     | +15   | 49  | ZS2 – MYS 1:0 MYS – ZS2 2:2 |                             |
| 8   | Unia Dąbrowa Górnicza          | 30 | 13 | 9 | 8  | 63     | 41     | +22   | 48  |                             |                             |
| 9   | Ruch Radzionków                | 30 | 12 | 9 | 9  | 72     | 54     | +18   | 45  |                             |                             |
| 10  | Unia Rędziny                   | 30 | 10 | 7 | 13 | 50     | 65     | −15   | 37  |                             |                             |
| 11  | Szombierki Bytom               | 30 | 10 | 5 | 15 | 50     | 55     | −5    | 35  |                             |                             |
| 12  | Victoria Częstochowa           | 30 | 8  | 7 | 15 | 45     | 67     | −22   | 31  | VCZ – SIE 4:0 SIE – VCZ 3:1 |                             |
| 13  | Przemsza Siewierz              | 30 | 9  | 4 | 17 | 47     | 75     | −28   | 31  | VCZ – SIE 4:0 SIE – VCZ 3:1 |                             |
| 14  | Śląsk Świętochłowice (S)       | 30 | 7  | 6 | 17 | 43     | 68     | −25   | 27  | Spadek do klasy okręgowej   | ŚCE – UKO 0:1 UKO – ŚCE 0:3 |
| 15  | Unia Kosztowy (S)              | 30 | 8  | 3 | 19 | 44     | 66     | −22   | 27  | Spadek do klasy okręgowej   | ŚCE – UKO 0:1 UKO – ŚCE 0:3 |
| 16  | Warta Zawiercie (S)            | 30 | 1  | 2 | 27 | 25     | 122    | −97   | 5   | Spadek do klasy okręgowej   |                             |

## Grupa XIV (śląska II)

### Drużyny
| Uczestnicy poprzedniej edycji                                                                                 | Uczestnicy poprzedniej edycji | Uczestnicy poprzedniej edycji | Uczestnicy poprzedniej edycji |
| --- | ----------------------------- | ----------------------------- | ----------------------------- |
| grupa śląska II                                                                                               |                               |                               |                               |
| TY2 | GKS II Tychy                  | 1                             |                               |
| LBE | LKS Bełk                      | 2                             |                               |
| UTU | Unia Turza Śląska             | 3                             |                               |
| MRK | MRKS Czechowice-Dziedzice     | 4                             |                               |
| KUŹ | Kuźnia Ustroń                 | 6                             |                               |
| CZN | LKS Czaniec                   | 7                             |                               |
| ŁĘK | Orzeł Łękawica                | 8                             |                               |
| SPL | Spójnia Landek                | 9                             |                               |
| DRZ | Drzewiarz Jasienica           | 10                            |                               |
| ROW | ROW 1964 Rybnik               | 11                            |                               |
| PO2 | Podbeskidzie II Bielsko-Biała | 12                            |                               |
| grupa śląska I                                                                                                |                               |                               |                               |
| ORN | Gwarek Ornontowice            | 10                            |                               |
| PŁG | Polonia Łaziska Górne         | 13                            |                               |
| Awans z klasy okręgowej 2021/2022                                                                             |                               |                               |                               |
| grupa Bielsko-Biała-Tychy                                                                                     |                               |                               |                               |
| LĘD | MKS Lędziny                   | 1                             |                               |
| grupa Skoczów-Żywiec                                                                                          |                               |                               |                               |
| BŁY | Błyskawica Drogomyśl          | 1                             |                               |
| grupa Racibórz-Rybnik                                                                                         |                               |                               |                               |
| UNR | Unia Racibórz                 | 1                             |                               |
| Oznaczenia: - kolumna pierwsza – skróty nazw drużyn, - kolumna trzecia – miejsce zajęte w poprzednim sezonie. |                               |                               |                               |

Objaśnienia:
1. GKS II Tychy przegrał baraże o awans do III ligi z Rakowem II Częstochowa.

### Tabela
| Lp. | Drużyna                       | M  | Z  | R  | P  | Bramki | Bramki | Różn. | Pkt | Uwagi                       | Bezpośrednio |
| --- | ----------------------------- | -- | -- | -- | -- | ------ | ------ | ----- | --- | --------------------------- | ------------ |
| 1   | Unia Turza Śląska (M) (B)     | 30 | 21 | 3  | 6  | 70     | 36     | +34   | 66  | Baraże o III ligę           |              |
| 2   | Polonia Łaziska Górne         | 30 | 16 | 11 | 3  | 59     | 30     | +29   | 59  |                             |              |
| 3   | LKS Bełk                      | 30 | 15 | 7  | 8  | 65     | 39     | +26   | 52  |                             |              |
| 4   | Gwarek Ornontowice            | 30 | 16 | 3  | 11 | 53     | 52     | +1    | 51  | ORN – TY2 4:2 TY2 – ORN 1:3 |              |
| 5   | GKS II Tychy                  | 30 | 14 | 9  | 7  | 62     | 39     | +23   | 51  | ORN – TY2 4:2 TY2 – ORN 1:3 |              |
| 6   | LKS Czaniec                   | 30 | 14 | 6  | 10 | 59     | 46     | +13   | 48  |                             |              |
| 7   | Podbeskidzie II Bielsko-Biała | 30 | 13 | 8  | 9  | 57     | 42     | +15   | 47  |                             |              |
| 8   | Orzeł Łękawica                | 30 | 12 | 8  | 10 | 44     | 44     | 0     | 44  |                             |              |
| 9   | MRKS Czechowice-Dziedzice     | 30 | 11 | 10 | 9  | 42     | 34     | +8    | 43  |                             |              |
| 10  | ROW 1964 Rybnik               | 30 | 11 | 4  | 15 | 50     | 55     | −5    | 37  | ROW – KUŹ 5:2 KUŹ – ROW 2:1 |              |
| 11  | Kuźnia Ustroń                 | 30 | 11 | 4  | 15 | 42     | 50     | −8    | 37  | ROW – KUŹ 5:2 KUŹ – ROW 2:1 |              |
| 12  | Spójnia Landek                | 30 | 8  | 10 | 12 | 54     | 53     | +1    | 34  |                             |              |
| 13  | MKS Lędziny                   | 30 | 9  | 5  | 16 | 39     | 66     | −27   | 32  |                             |              |
| 14  | Unia Racibórz (S)             | 30 | 8  | 3  | 19 | 40     | 83     | −43   | 27  | Spadek do klasy okręgowej   |              |
| 15  | Błyskawica Drogomyśl (S)      | 30 | 6  | 6  | 18 | 35     | 63     | −28   | 24  | Spadek do klasy okręgowej   |              |
| 16  | Drzewiarz Jasienica (S)       | 30 | 5  | 3  | 22 | 23     | 72     | −49   | 18  | Spadek do klasy okręgowej   |              |

## Grupa XV (świętokrzyska)

### Drużyny
| Uczestnicy poprzedniej edycji                                                                                 | Uczestnicy poprzedniej edycji | Uczestnicy poprzedniej edycji | Uczestnicy poprzedniej edycji |
| --- | ----------------------------- | ----------------------------- | ----------------------------- |
| STS | Star Starachowice             | 2                             |                               |
| NOW | GKS Nowiny                    | 3                             |                               |
| GSK | Granat Skarżysko-Kamienna     | 4                             |                               |
| NKO | Neptun Końskie                | 5                             |                               |
| WMA | Wierna Małogoszcz             | 6                             |                               |
| RUD | GKS Rudki                     | 7                             |                               |
| MOR | Moravia Morawica              | 8                             |                               |
| BUS | AKS 1947 Busko-Zdrój          | 9                             |                               |
| KLI | Klimontowianka Klimontów      | 10                            |                               |
| ORS | Orlicz Suchedniów             | 11                            |                               |
| PST | Pogoń 1945 Staszów            | 12                            |                               |
| ALO | Alit Ożarów                   | 13                            |                               |
| SDA | Spartakus Daleszyce           | 14                            |                               |
| SKW | Sparta Kazimierza Wielka      | 15                            |                               |
| NID | Nida Pińczów                  | 161                           |                               |
| Awans z klasy okręgowej 2021/2022                                                                             |                               |                               |                               |
| grupa świętokrzyska                                                                                           |                               |                               |                               |
| KUN | Stal Kunów                    | 1                             |                               |
| GGÓ | GKS Górno                     | 2                             |                               |
| ORK | Orlęta Kielce                 | 3                             |                               |
| Oznaczenia: - kolumna pierwsza – skróty nazw drużyn, - kolumna trzecia – miejsce zajęte w poprzednim sezonie. |                               |                               |                               |

Objaśnienia:
1. Ze względu na wycofanie się Wigier Suwałki z II ligi, utrzymanie uzyskał Hutnik Kraków, co z kolei uratowało przed spadkiem z III do IV ligi Wisły Sandomierz, co pozwoliło na utrzymanie Nidy Pińczów.

### Tabela
| Lp. | Drużyna                      | M  | Z  | R  | P  | Bramki | Bramki | Różn. | Pkt | Uwagi                       | Bezpośrednio |
| --- | ---------------------------- | -- | -- | -- | -- | ------ | ------ | ----- | --- | --------------------------- | ------------ |
| 1   | Star Starachowice (M) (A)    | 34 | 32 | 2  | 0  | 134    | 19     | +115  | 98  | Awans do III ligi           |              |
| 2   | Moravia Morawica             | 34 | 24 | 2  | 8  | 91     | 42     | +49   | 74  |                             |              |
| 3   | GKS Rudki                    | 34 | 22 | 3  | 9  | 73     | 39     | +34   | 69  | RUD – NOW 3:0 NOW – RUD 0:0 |              |
| 4   | GKS Nowiny                   | 34 | 22 | 3  | 9  | 85     | 40     | +45   | 69  | RUD – NOW 3:0 NOW – RUD 0:0 |              |
| 5   | Granat Skarżysko-Kamienna    | 34 | 21 | 4  | 9  | 77     | 33     | +44   | 67  |                             |              |
| 6   | Klimontowianka Klimontów     | 34 | 16 | 8  | 10 | 53     | 42     | +11   | 56  | KLI – WMA 1:0 WMA – KLI 2:2 |              |
| 7   | Wierna Małogoszcz            | 34 | 16 | 8  | 10 | 79     | 53     | +26   | 56  | KLI – WMA 1:0 WMA – KLI 2:2 |              |
| 8   | Pogoń 1945 Staszów           | 34 | 15 | 6  | 13 | 59     | 48     | +11   | 51  |                             |              |
| 9   | Neptun Końskie               | 34 | 15 | 5  | 14 | 59     | 43     | +16   | 50  |                             |              |
| 10  | Spartakus Daleszyce          | 34 | 12 | 10 | 12 | 51     | 61     | −10   | 46  |                             |              |
| 11  | AKS 1947 Busko-Zdrój         | 34 | 12 | 9  | 13 | 54     | 53     | +1    | 45  |                             |              |
| 12  | Orlęta Kielce                | 34 | 12 | 4  | 18 | 65     | 66     | −1    | 40  |                             |              |
| 13  | Alit Ożarów                  | 34 | 11 | 6  | 17 | 41     | 67     | −26   | 39  |                             |              |
| 14  | Stal Kunów                   | 34 | 10 | 4  | 20 | 50     | 99     | −49   | 34  |                             |              |
| 15  | GKS Górno (S)                | 34 | 8  | 6  | 20 | 38     | 92     | −54   | 30  | Spadek do klasy okręgowej   |              |
| 16  | Sparta Kazimierza Wielka (S) | 34 | 4  | 6  | 24 | 33     | 111    | −78   | 18  | Spadek do klasy okręgowej   |              |
| 17  | Nida Pińczów (S)             | 34 | 4  | 5  | 25 | 28     | 89     | −61   | 17  | Spadek do klasy okręgowej   |              |
| 18  | Orlicz Suchedniów (S)        | 34 | 3  | 3  | 28 | 38     | 111    | −73   | 12  | Spadek do klasy okręgowej   |              |

## Grupa XVI (warmińsko-mazurska)

### Drużyny
| Uczestnicy poprzedniej edycji                                                                                 | Uczestnicy poprzedniej edycji | Uczestnicy poprzedniej edycji | Uczestnicy poprzedniej edycji |
| --- | ----------------------------- | ----------------------------- | ----------------------------- |
| HMG | Huragan Morąg                 | 2                             |                               |
| PLW | Polonia Lidzbark Warmiński    | 3                             |                               |
| KĘT | Granica Kętrzyn               | 4                             |                               |
| JIŁ | ITS Jeziorak Iława            | 5                             |                               |
| MRĄ | Mrągowia Mrągowo              | 6                             |                               |
| DKS | DKS Dobre Miasto              | 7                             |                               |
| OL2 | Olimpia II Elbląg             | 8                             |                               |
| MOL | Motor Lubawa                  | 9                             |                               |
| PIS | Pisa Barczewo                 | 10                            |                               |
| PIŁ | Polonia Iłowo                 | 121                           |                               |
| Spadek z III ligi 2021/2022                                                                                   |                               |                               |                               |
| grupa I |                               |                               |                               |
| MAM | Mamry Giżycko                 | 15                            |                               |
| WIK | GKS Wikielec                  | 16                            |                               |
| ZBP | Znicz Biała Piska             | 17                            |                               |
| Awans z klasy okręgowej 2021/2022                                                                             |                               |                               |                               |
| grupa warmińsko-mazurska I                                                                                    |                               |                               |                               |
| BIS | Tęcza Biskupiec               | 1                             |                               |
| ROM | Rominta Gołdap                | 2                             |                               |
| grupa warmińsko-mazurska II                                                                                   |                               |                               |                               |
| OLO | Olimpia Olsztynek             | 1                             |                               |
| Oznaczenia: - kolumna pierwsza – skróty nazw drużyn, - kolumna trzecia – miejsce zajęte w poprzednim sezonie. |                               |                               |                               |

Objaśnienia:
1. Polonia Iłowo wygrała baraże o utrzymanie z Polonią Pasłęk.
2. Rominta Gołdap wygrała baraże o awans do IV ligi z Błękitnymi Pasym.

### Tabela
| Lp. | Drużyna                    | M  | Z  | R | P  | Bramki | Bramki | Różn. | Pkt | Uwagi                       | Bezpośrednio |
| --- | -------------------------- | -- | -- | - | -- | ------ | ------ | ----- | --- | --------------------------- | ------------ |
| 1   | GKS Wikielec (M) (A)       | 30 | 24 | 5 | 1  | 99     | 25     | +74   | 77  | Awans do III ligi           |              |
| 2   | Polonia Lidzbark Warmiński | 30 | 19 | 6 | 5  | 92     | 37     | +55   | 63  |                             |              |
| 3   | Mamry Giżycko              | 30 | 17 | 3 | 10 | 70     | 53     | +17   | 54  | MAM – MRĄ 3:2 MRĄ – MAM 0:3 |              |
| 4   | Mrągowia Mrągowo           | 30 | 17 | 3 | 10 | 76     | 60     | +16   | 54  | MAM – MRĄ 3:2 MRĄ – MAM 0:3 |              |
| 5   | ITS Jeziorak Iława         | 30 | 15 | 7 | 8  | 72     | 50     | +22   | 52  |                             |              |
| 6   | Tęcza Biskupiec            | 30 | 15 | 6 | 9  | 60     | 56     | +4    | 51  |                             |              |
| 7   | Znicz Biała Piska          | 30 | 14 | 5 | 11 | 61     | 54     | +7    | 47  |                             |              |
| 8   | Granica Kętrzyn            | 30 | 14 | 4 | 12 | 51     | 40     | +11   | 46  |                             |              |
| 9   | Rominta Gołdap             | 30 | 12 | 5 | 13 | 50     | 62     | −12   | 41  |                             |              |
| 10  | Olimpia II Elbląg          | 30 | 11 | 5 | 14 | 63     | 56     | +7    | 38  |                             |              |
| 11  | DKS Dobre Miasto           | 30 | 10 | 3 | 17 | 52     | 61     | −9    | 33  |                             |              |
| 12  | Motor Lubawa (B)           | 30 | 7  | 8 | 15 | 44     | 61     | −17   | 29  | Baraże o utrzymanie         |              |
| 13  | Polonia Iłowo (B)          | 30 | 8  | 3 | 19 | 44     | 91     | −47   | 27  | Baraże o utrzymanie         |              |
| 14  | Olimpia Olsztynek1         | 30 | 7  | 5 | 18 | 33     | 63     | −30   | 26  |                             |              |
| 15  | Pisa Barczewo (S)          | 30 | 7  | 3 | 20 | 39     | 95     | −56   | 24  | Spadek do klasy okręgowej   |              |
| 16  | Huragan Morąg (S)          | 30 | 5  | 5 | 20 | 39     | 81     | −42   | 20  | Spadek do klasy okręgowej   |              |

### Baraże o utrzymanie
W barażach o utrzymanie brały udział drużyny z miejsc 12-13 z IV ligi, gr. warmińsko-mazurskiej oraz wicemistrzowie obu grup warmińsko-mazurskich klasy okręgowej. Zwycięzcy baraży uzyskiwali możliwość gry w IV lidze w następnym sezonie.
| 24 czerwca 2023 17:00 | Motor Lubawa · ?' ? | 1:1(?:?) | Zatoka Braniewo · ?' ? |  |
|                       |                     |          |                        |  |

| 28 czerwca 2023 17:00 | Zatoka Braniewo · ?' ? | 1:2 (p.d.)(?:?) | Motor Lubawa · ?' ? · ?' ? |  |
|                       |                        |                 |                            |  |

Zwycięzca: Motor Lubawa
| 25 czerwca 2023 17:00 | Polonia Iłowo · ?' ? · ?' ? · ?' ? · ?' ? · ?' ? · ?' ? | 6:0(?:0) | Victoria Bartoszyce |  |
|                       |                                                         |          |                     |  |

| 28 czerwca 2023 17:00 | Victoria Bartoszyce · ?' ? | 1:4(?:?) | Polonia Iłowo · ?' ? · ?' ? · ?' ? · ?' ? |  |
|                       |                            |          |                                           |  |

Zwycięzca: Polonia Iłowo

## Grupa XVII (wielkopolska)

### Drużyny
| Uczestnicy poprzedniej edycji                                                                                 | Uczestnicy poprzedniej edycji | Uczestnicy poprzedniej edycji | Uczestnicy poprzedniej edycji |
| --- | ----------------------------- | ----------------------------- | ----------------------------- |
| NLB | Nielba Wągrowiec              | 2                             |                               |
| KOR | Kotwica Kórnik                | 3                             |                               |
| HPO | Huragan Pobiedziska           | 4                             |                               |
| MGN | Mieszko Gniezno               | 5                             |                               |
| GOŁ | LKS Gołuchów                  | 6                             |                               |
| COW | Centra Ostrów Wielkopolski    | 7                             |                               |
| KOŚ | Obra Kościan                  | 8                             |                               |
| WRZ | Victoria Września             | 9                             |                               |
| SZY | Iskra Szydłowo                | 10                            |                               |
| PIA | Korona Piaski                 | 11                            |                               |
| TPO | Tarnovia Tarnowo Podgórne     | 12                            |                               |
| SŁU | SKP Słupca                    | 13                            |                               |
| KĘP | Polonia 1908 Marcinki Kępno   | 14                            |                               |
| MIĘ | Warta Międzychód              | 15                            |                               |
| Awans z V ligi 2021/2022                                                                                      |                               |                               |                               |
| grupa wielkopolska I                                                                                          |                               |                               |                               |
| NCZ | Noteć Czarnków                | 1                             |                               |
| grupa wielkopolska II                                                                                         |                               |                               |                               |
| LIP | Lipno Stęszew                 | 1                             |                               |
| grupa wielkopolska III                                                                                        |                               |                               |                               |
| PLE | Polonia 1912 Leszno           | 1                             |                               |
| VIS | Victoria Skarszew             | 21,2                          |                               |
| Oznaczenia: - kolumna pierwsza – skróty nazw drużyn, - kolumna trzecia – miejsce zajęte w poprzednim sezonie. |                               |                               |                               |

Objaśnienia:
1. Victoria Skarszew wygrała baraże o awans do IV ligi.
2. Victoria Skarszew wycofała się po rundzie jesiennej.

### Tabela
| Lp. | Drużyna                      | M  | Z  | R  | P  | Bramki | Bramki | Różn. | Pkt | Uwagi                       | Bezpośrednio     |
| --- | ---------------------------- | -- | -- | -- | -- | ------ | ------ | ----- | --- | --------------------------- | ---------------- |
| 1   | Noteć Czarnków (M) (A)       | 34 | 21 | 9  | 4  | 94     | 36     | +58   | 72  | Awans do III ligi           |                  |
| 2   | Nielba Wągrowiec             | 34 | 22 | 4  | 8  | 71     | 34     | +37   | 70  |                             |                  |
| 3   | Mieszko Gniezno              | 34 | 18 | 8  | 8  | 65     | 48     | +17   | 62  |                             |                  |
| 4   | Kotwica Kórnik               | 34 | 16 | 13 | 5  | 74     | 42     | +32   | 61  |                             |                  |
| 5   | Lipno Stęszew                | 34 | 16 | 10 | 8  | 66     | 46     | +20   | 58  |                             |                  |
| 6   | Centra Ostrów Wielkopolski   | 34 | 17 | 6  | 11 | 67     | 54     | +13   | 57  |                             |                  |
| 7   | Victoria Września            | 34 | 15 | 10 | 9  | 60     | 46     | +14   | 55  |                             |                  |
| 8   | Korona Piaski                | 34 | 12 | 10 | 12 | 51     | 44     | +7    | 46  |                             |                  |
| 9   | Huragan Pobiedziska          | 34 | 12 | 8  | 14 | 49     | 48     | +1    | 44  | HPO – MRĄ 4:1 MRĄ – HPO 2:0 |                  |
| 10  | Obra Kościan                 | 34 | 13 | 5  | 16 | 50     | 56     | −6    | 44  | HPO – MRĄ 4:1 MRĄ – HPO 2:0 |                  |
| 11  | Tarnovia Tarnowo Podgórne    | 34 | 12 | 7  | 15 | 52     | 58     | −6    | 43  | TPO – SZY 6:1 SZY – TPO 3:1 |                  |
| 12  | Iskra Szydłowo2 (S)          | 34 | 12 | 7  | 15 | 53     | 71     | −18   | 43  | TPO – SZY 6:1 SZY – TPO 3:1 | Drużyna wycofana |
| 13  | LKS Gołuchów                 | 34 | 12 | 6  | 16 | 43     | 59     | −16   | 42  |                             |                  |
| 14  | Polonia 1912 Leszno          | 34 | 9  | 12 | 13 | 53     | 49     | +4    | 39  |                             |                  |
| 15  | Polonia 1908 Marcinki Kępno2 | 34 | 10 | 7  | 17 | 37     | 55     | −18   | 37  |                             |                  |
| 16  | Warta Międzychód2 (B)        | 34 | 8  | 5  | 21 | 59     | 98     | −39   | 29  | Baraże o utrzymanie         |                  |
| 17  | SKP Słupca (S)               | 34 | 7  | 5  | 22 | 40     | 84     | −44   | 26  | Spadek do V ligi            |                  |
| 18  | Victoria Skarszew1 (S)       | 34 | 6  | 4  | 24 | 31     | 87     | −56   | 22  | Drużyna wycofana            |                  |

### Baraże o IV ligę
W barażach o IV ligę miała wziąć udział 15. drużyna IV ligi oraz wicemistrzowie 3 grup wielkopolskiej V ligi. Ostatecznie jednak w związku z wycofaniem się Iskry Szydłowo z IV ligi, 15. drużyna uzyskała bezpośrednie utrzymanie, natomiast w barażach grała 16. drużyna.

#### Półfinał
| 24 czerwca 2023 12:00 | Warta Międzychód · ?' ? · ?' ? | 2:2 k. 5:4(?:?) | Zawisza Łęka Opatowska · ?' ? · ?' ? |  |
|                       |                                |                 |                                      |  |

Awans do finału: Warta Międzychód
| 24 czerwca 2023 18:00 | Pogoń Łobżenica · ?' ? · ?' ? · ?' ? · ?' ? · ?' ? · ?' ? | 6:1(?:?) | GKS Dopiewo · ?' ? |  |
|                       |                                                           |          |                    |  |

Awans do finału: Pogoń Łobżenica

#### Finał
| 28 czerwca 2023 17:30 | Warta Międzychód · ?' ? · ?' ? · ?' ? | 3:5(?:?) | Pogoń Łobżenica · ?' ? · ?' ? · ?' ? · ?' ? · ?' ? |  |
|                       |                                       |          |                                                    |  |

Zwycięzca baraży: Pogoń Łobżenica

## Grupa XVIII (zachodniopomorska)

### Drużyny
| Uczestnicy poprzedniej edycji                                                                                 | Uczestnicy poprzedniej edycji | Uczestnicy poprzedniej edycji | Uczestnicy poprzedniej edycji |
| --- | ----------------------------- | ----------------------------- | ----------------------------- |
| FLO | Flota Świnoujście             | 2                             |                               |
| GWK | Gwardia Koszalin              | 3                             |                               |
| SZC | MKP Szczecinek                | 4                             |                               |
| DĄB | Dąb Dębno                     | 5                             |                               |
| BSĄ | Biali Sądów                   | 6                             |                               |
| CHP | Chemik Police                 | 7                             |                               |
| WPO | Wieża Postomino               | 8                             |                               |
| HSZ | Hutnik Szczecin               | 9                             |                               |
| GOS | Olimp Gościno                 | 10                            |                               |
| OWA | Orzeł Wałcz                   | 11                            |                               |
| DYG | Rasel Dygowo                  | 12                            |                               |
| BŁ2 | Błękitni II Stargard          | 131                           |                               |
| Spadek z III ligi 2021/2022                                                                                   |                               |                               |                               |
| grupa II |                               |                               |                               |
| BAK | Bałtyk Koszalin               | 16                            |                               |
| STA | Kluczevia Stargard            | 17                            |                               |
| Awans z klasy okręgowej 2021/2022                                                                             |                               |                               |                               |
| grupa zachodniopomorska I                                                                                     |                               |                               |                               |
| WYB | Wybrzeże Rewalskie Rewal      | 1                             |                               |
| grupa zachodniopomorska II                                                                                    |                               |                               |                               |
| ISM | Iskierka Śmierdnica           | 1                             |                               |
| grupa zachodniopomorska III                                                                                   |                               |                               |                               |
| MBO | Mechanik Bobolice             | 1                             |                               |
| grupa zachodniopomorska IV                                                                                    |                               |                               |                               |
| GAV | Gavia Choszczno               | 1                             |                               |
| Oznaczenia: - kolumna pierwsza – skróty nazw drużyn, - kolumna trzecia – miejsce zajęte w poprzednim sezonie. |                               |                               |                               |

Objaśnienia:
1. Błękitni II Stargard zwyciężyli w barażach o utrzymanie.

### Tabela
| Lp. | Drużyna                   | M  | Z  | R | P  | Bramki | Bramki | Różn. | Pkt | Uwagi                       | Bezpośrednio                |
| --- | ------------------------- | -- | -- | - | -- | ------ | ------ | ----- | --- | --------------------------- | --------------------------- |
| 1   | Flota Świnoujście (M) (A) | 34 | 29 | 2 | 3  | 114    | 35     | +79   | 89  | Awans do III ligi           | FLO – STA 5:2 STA – FLO 2:1 |
| 2   | Kluczevia Stargard        | 34 | 29 | 2 | 3  | 93     | 24     | +69   | 89  |                             | FLO – STA 5:2 STA – FLO 2:1 |
| 3   | Bałtyk Koszalin           | 34 | 25 | 4 | 5  | 113    | 23     | +90   | 79  |                             |                             |
| 4   | Gwardia Koszalin          | 34 | 23 | 3 | 8  | 92     | 43     | +49   | 72  |                             |                             |
| 5   | Iskierka Śmierdnica       | 34 | 16 | 3 | 15 | 48     | 58     | −10   | 51  |                             |                             |
| 6   | Wybrzeże Rewalskie Rewal  | 34 | 15 | 4 | 15 | 69     | 60     | +9    | 49  | WYB – BSĄ 4:1 BSĄ – WYB 3:2 |                             |
| 7   | Biali Sądów               | 34 | 14 | 7 | 13 | 63     | 56     | +7    | 49  | WYB – BSĄ 4:1 BSĄ – WYB 3:2 |                             |
| 8   | Wieża Postomino           | 34 | 12 | 8 | 14 | 66     | 67     | −1    | 44  | WPO – GOS 1:2 GOS – WPO 0:1 |                             |
| 9   | Olimp Gościno             | 34 | 13 | 5 | 16 | 56     | 79     | −23   | 44  | WPO – GOS 1:2 GOS – WPO 0:1 |                             |
| 10  | Mechanik Bobolice         | 34 | 12 | 5 | 17 | 58     | 71     | −13   | 41  | MBO – BŁ2 4:1 BŁ2 – MBO 1:4 |                             |
| 11  | Błękitni II Stargard      | 34 | 13 | 2 | 19 | 70     | 79     | −9    | 41  | MBO – BŁ2 4:1 BŁ2 – MBO 1:4 |                             |
| 12  | Rasel Dygowo              | 34 | 11 | 7 | 16 | 51     | 66     | −15   | 40  |                             |                             |
| 13  | Orzeł Wałcz               | 34 | 11 | 6 | 17 | 48     | 69     | −21   | 39  | OWA – CHP 1:0 CHP – OWA 2:1 |                             |
| 14  | Chemik Police (B)         | 34 | 12 | 3 | 19 | 54     | 83     | −29   | 39  | OWA – CHP 1:0 CHP – OWA 2:1 | Baraże o utrzymanie         |
| 15  | MKP Szczecinek (B)        | 34 | 10 | 4 | 20 | 45     | 82     | −37   | 34  |                             | Baraże o utrzymanie         |
| 16  | Dąb Dębno (S)             | 34 | 9  | 3 | 22 | 57     | 85     | −28   | 30  | Spadek do klasy okręgowej   |                             |
| 17  | Hutnik Szczecin (S)       | 34 | 7  | 5 | 22 | 37     | 85     | −48   | 26  | Spadek do klasy okręgowej   |                             |
| 18  | Gavia Choszczno (S)       | 34 | 6  | 5 | 23 | 42     | 111    | −69   | 23  | Spadek do klasy okręgowej   |                             |

### Baraże o utrzymanie
W barażach o IV ligę wzięły udział drużyny z miejsc 14-15 z IV ligi oraz wicemistrzowie 4 grup zachodniopomorskich klasy okręgowej. Drużyny z VI szczebla rozgrywkowego rozegrały mecze w I rundzie, po czym zwycięzcy zmierzyli się z drużynami z V szczebla w II rundzie. Zwycięzcy II rundy otrzymali możliwość gry w IV lidze na następny sezon.

#### I runda
| 17 czerwca 2023 15:00 | Ina Ińsko · ?'? | 1:2(?:?) | Leśnik Manowo · ?'? · ?'? |  |
|                       |                 |          |                           |  |

Awans do II rundy: Leśnik Manowo
| 17 czerwca 2023 17:00 | Gryf Kamień Pomorski · ?'? · ?'? · ?'? | 3:1(?:?) | Arkonia Szczecin · ?'? |  |
|                       |                                        |          |                        |  |

Awans do II rundy: Gryf Kamień Pomorski

#### II runda
| 24 czerwca 2023 16:00 | Gryf Kamień Pomorski · ?'? · ?'? · ?'? | 3:3 k. 6:7(?:?) | Chemik Police · ?'? · ?'? · ?'? |  |
|                       |                                        |                 |                                 |  |

Zwycięzca: Chemik Police
| 24 czerwca 2023 17:00 | Leśnik Manowo · ?'? | 1:1 k. 2:4(?:?) | MKP Szczecinek · ?'? |  |
|                       |                     |                 |                      |  |

Zwycięzca: MKP Szczecinek

## Baraże o III ligę
Baraże o III ligę zostaną rozegrane pomiędzy mistrzami w grupach dolnośląskich i śląskich. Zwycięzcy baraży uzyskają możliwość gry w III lidze w sezonie 2023/2024.

### Województwo dolnośląskie
| 21 maja 2023 17:00 | Słowianin Wolibórz · 86' Mateusz Krzymiński | 1:1(0:1)Raport | Karkonosze Jelenia Góra · 17' Mateusz Baszak |  |
|                    |                                             |                |                                              |  |

| 3 czerwca 2023 17:00 | Karkonosze Jelenia Góra · 37', 56' Mateusz Baszak | 2:2 k. 5:3(1:0)Raport | Słowianin Wolibórz · 61' Alefe Lima · 69' Łukasz Szczepaniak |  |
|                      |                                                   |                       |                                                              |  |

Zwycięzca: Karkonosze Jelenia Góra

### Województwo śląskie
| 17 maja 2023 17:00 | Szczakowianka Jaworzno · 81', 88' Jakub Sewerin | 2:1(0:0)Raport | Unia Turza Śląska · 51' Mateusz Danieluk |  |
|                    |                                                 |                |                                          |  |

| 21 maja 2023 18:00 | Unia Turza Śląska · 85', 92' Michał Gałecki · 87' Patryk Dudziński · 117' Sławomir Musiolik | 4:1 (p.d.)(0:0)Raport | Szczakowianka Jaworzno · 57' Jakub Sewerin |  |
|                    |                                                                                             |                       |                                            |  |

Zwycięzca: Unia Turza Śląska